# Frères musulmans
Pour les articles homonymes, voir Musulmans (homonymie).
Cet article possède un paronyme, voir Fraternité musulmane.

Drapeau des frères musulmans.

La Société des Frères musulmans (en arabe : جمعيّة الإخوان المسلمين ; jamiat al-Ikhwan al-muslimin), raccourcie en Frères musulmans (الإخوان المسلمون ; al-Ikhwān al-Muslimūn), est une organisation transnationale islamique sunnite fondée en 1928 par Hassan el-Banna à Ismaïlia, dans le nord-est de l'Égypte. Cette organisation panislamiste conservatrice est considérée comme terroriste par plusieurs pays (Égypte, Arabie saoudite, Russie, Émirats arabes unis, Syrie, Bahreïn).
Composée d'un appareil militaire et d'une organisation ouverte, son objectif officiel est la renaissance islamique et la lutte non violente, contre « l'emprise laïque occidentale » et « l'imitation aveugle du modèle européen » en terre d'Islam,. Elle a rapidement diffusé ses idées dans les pays à majorité musulmane du Moyen-Orient, comme ceux de l'Afrique du Nord, ou au Soudan. Elle a également établi des instances nationales dans des pays non musulmans. Certains groupes de partisans se sont constitués en mouvements autonomes, comme le Jama’a al-islamiya ou le Hamas.
Son opposition fondamentale et parfois violente aux États nationalistes arabes a amené son interdiction ou la limitation de ses activités dans certains pays, comme la Syrie d'Hafez el-Assad, puis sous Bachar el-Assad et l’Égypte sous Gamal Abdel Nasser, pour des raisons politiques. Elle est également interdite en Arabie Saoudite, aux Émirats arabes unis, au Bahreïn et en Jordanie. 
La lutte contre l’État d’Israël est au cœur du mouvement, et le théoricien du jihad armé, Sayyid Qutb, qui entrera par la suite en rupture avec le mouvement, est pendant un temps l’un de ses membres égyptiens les plus en vue. Dans d'autres pays, les frères musulmans utilisent une stratégie pacifique pour mettre en place leur plan.
Néanmoins, ses différentes branches ont depuis condamné le recours à la violence en dehors de la Palestine. Le mouvement entretient avec les institutions promouvant le wahhabisme saoudien des relations alternant entre coopération et rivalité.
La nébuleuse des Frères musulmans serait coordonnée par la Muslim Association of Britain (en) de Londres, s’appuyant sur la banque Al-Taqwa. Néanmoins, selon Xavier Ternisien, elle ne constitue pas une structure pyramidale centralisée mais une mouvance hétérogène, labile et multiforme, traversée de courants hétéroclites.
Après la révolution égyptienne de 2011, les Frères musulmans arrivent au pouvoir lors des premières élections législatives démocratiques et libres dans l'histoire du pays. En mai 2012, le candidat des Frères musulmans, Mohamed Morsi, devient le premier président civil élu démocratiquement en Égypte. Le 3 juillet 2013, un coup d'État militaire renverse puis réprime les Frères musulmans. L’Arabie saoudite, emboîtant le pas à l'Égypte, qualifie alors les Frères musulmans d’« organisation terroriste ».
En français, l'idéologie véhiculée par les Frères musulmans est appelée frérisme, et elle est relayée à travers la France par l'association Musulmans de France (MF).

## Idéologie
Hassan el-Banna, fondateur de la société secrète des Frères musulmans, a défini son interprétation de l'islam en ces termes : « […] une organisation complète qui englobe tous les aspects de la vie. C'est à la fois un État et une nation, ou encore un gouvernement et une communauté. C'est également une morale et une force, ou encore le pardon et la justice. C'est également une culture et une juridiction, ou encore une science et une magistrature. C'est également une matière et une ressource, ou encore un gain et une richesse. C'est également une lutte dans la voie d'Allah et un appel, ou encore une armée et une pensée. C'est enfin une croyance sincère et une saine adoration. L'islam, c'est tout cela de la même façon […] ».
Le principal objectif des Frères musulmans est l'instauration de républiques islamiques à la place des régimes en place dans les pays à majorité musulmane tels que l'Égypte, la Libye, la Syrie, ou encore la Tunisie. Les Frères musulmans s'opposent ainsi aux courants laïques des nations à majorité musulmanes et préconisent un retour aux préceptes du Coran, impliquant un rejet des influences occidentales.
La devise des Frères musulmans est : « Allah est notre objectif, le Prophète notre chef, le Coran notre Loi, le Djihad notre voie, la mort sur la voie d'Allah notre plus cher espoir »,.
Pour le géopolitologue Frédéric Encel, « les wahabites considèrent les Frères musulmans comme des concurrents théologiques redoutables. Sur le fond, ils sont proches, favorables à l'application stricte de la charia, à l'exclusion des femmes, hostiles aux Juifs et à l'Occident. En revanche, ils se distinguent sur la forme. Depuis les années 1930, les Frères musulmans s'inscrivent dans la modernité, en fondant des partis, des syndicats, des associations, en participant aux élections, toutes choses que les wahabites rejettent résolument ».

## Historique

### Fondation par Hassan el-Banna

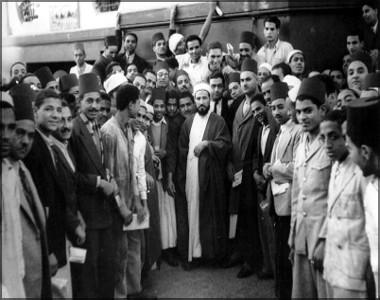
Hassan el-Banna et les Ikhwan (Égypte).

L’association est fondée en 1928 par Hassan el-Banna à Ismaïlia, au nord-est du Caire (en Égypte) après l’effondrement de l’Empire ottoman, l'instituteur égyptien racontant dans ses mémoires que six ouvriers de la compagnie de Suez l’auraient poussé à créer son mouvement en réaction au pouvoir des étrangers.
Déterminé à lutter contre « l’emprise laïque occidentale et l’imitation aveugle du modèle européen », son mouvement débute comme une simple association locale de bienfaisance mais rapidement se donne un but politique, celui d’instaurer un grand État islamique fondé sur l’application de la charia et affirme : « la bannière d'Allah sera arborée au-dessus de l'Occident et la Méditerranée redeviendra islamique »,.
Lors de son premier congrès en 1933, l’organisation comptait 2 000 militants, un an plus tard ils sont 40 000, et en 1943 la confrérie compte plus de 200 000 militants.
L'association des Mères musulmanes, également fondée en 1928, devient en 1933 l'association des Sœurs musulmanes, puis en 1937 l'association des Femmes musulmanes. La plus connue de leurs militantes est Zainab al Ghazali.
Son idéologie ne prêche alors pas le rejet de la théologie musulmane classique et des madhhab.

### Création de la branche armée et participation à la guerre de 1948 contre Israël
En 1935, l’organisation entre en contact avec Amin al-Husseini, le grand mufti de Jérusalem, et participe à l’insurrection arabe de Palestine de 1936. En 1945, Saïd Ramadan crée une branche armée arabe de Palestine du mouvement, qui a pour objectif de combattre le mouvement sioniste. Les Frères musulmans connaissent du succès et de nombreux militants participent à la guerre israélo-arabe de 1948.

### Tractations en vue d'un gouvernement d'union nationale à l'époque de Nasser
En 1954, Gamal Abdel Nasser devient chef d'État en Égypte et envisage alors de constituer un gouvernement d'union nationale avec la confrérie : « Nous voulions vraiment honnêtement collaborer avec les Frères musulmans pour qu'ils avancent dans le droit chemin ». Mais, selon lui, il s'est avéré au cours des tractations politiques sur un hypothétique programme commun que le leader de Frères musulmans n'avait pas la moindre proposition en dehors d'exiger de lui que « chaque femme porte le voile en sortant dans la rue ». Raillant son amateurisme, Nasser raconte : « Je lui ai répondu que c'était revenir à l'époque où la religion gouvernait et où on ne laissait les femmes sortir qu'à la tombée de la nuit » (sous-entendu : à cause des agressions sexuelles). Et de l'interpeller sur ses propres contradictions : « Monsieur, vous avez une fille à la faculté de médecine et elle ne porte pas le voile. Pourquoi ne l'obligez-vous pas à le porter ? […] Si vous n'arrivez pas à faire porter le voile à une seule fille, qui plus est la vôtre, comment voulez-vous que je le fasse porter à 10 millions de femmes égyptiennes ? ».

### Interdictions et dissolutions en Égypte
En 1948, le 28 décembre, l'« appareil secret » des Frères musulmans (branche paramilitaire de l'organisation appelée aussi l'« organisation spéciale ») assassine le Premier ministre égyptien de l’époque, Mahmoud an-Nukrashi Pacha. En représailles, l'organisation est interdite et son fondateur Hassan el-Banna est assassiné par les agents du gouvernement le 12 février 1949. Le 8 octobre 1951, le Premier ministre égyptien Moustapha el-Nahhas Pacha dénonce le traité anglo-égyptien. Le Royaume-Uni refuse de quitter ses bases du Canal et des émeutes violentes, actes de guérillas, sabotage de la part des Frères musulmans, des communistes et de la police égyptienne envers les Britanniques et la répression de ces derniers font des centaines de morts dont 405 militaires britanniques jusqu'en octobre 1954,.
Au début des années 1950, les États-Unis s’intéressent aux Frères musulmans comme alliés potentiels contre Nasser et l’établissement de régimes communistes ou socialistes au Moyen-Orient. Le Guide Hassan al-Hudaybi négocie avec le chargé des questions orientales du Royaume-Uni, Trevor Evans et lui demande des armes pour lutter contre Nasser. L'université de Princeton organise avec la CIA un colloque sur les musulmans en Union soviétique avec Said Ramadan. Le 23 septembre 1953, le président Eisenhower reçoit une délégation des Frères conduite par Said Ramadan. Talcott Seelye (en), diplomate en poste en Jordanie, rencontre Saïd Ramadan. Selon un document des renseignements allemands, les Américains lui obtiennent un passeport diplomatique jordanien pour faciliter ses déplacements. À la suite d'un attentat contre lui à Alexandrie, le 26 octobre 1954, Nasser, qui craint pour sa personne, décide à nouveau d’interdire l’organisation. Près de 20 000 militants sont incarcérés. En 1984, le pouvoir reconnait à la confrérie le statut d'organisation religieuse, mais refuse sa participation à la vie politique. Un interdit que les Frères musulmans contournent en présentant des candidats « sans étiquette » aux élections, et en intégrant le parlement via des alliances avec d'autres partis. Certains, dont Saïd Ramadan, après avoir tâté le terrain dans les pays arabes avoisinants, optent finalement pour l’Europe comme lieu d’implantation de leurs nouvelles bases, avec l’aide financière des Saoudiens.

### Liens avec la Révolution islamique en Iran
En 1954, au Caire, les Frères musulmans égyptiens et leur prédicateur vedette, Sayyid Qutb, fusionnent leur organisation avec le groupe iranien des Fedayin de l’Islam, dirigé alors par Navvab Safavi. Dès lors, ce mouvement est appelé en Iran les Ikhuan al-Muslimin. À la mort de Safavi, exécuté par le régime du shah en 1956, ces derniers prennent pour guide l'ayatollah Khomeini. Ils lui apportent alors toute la doctrine de la Confrérie égyptienne, même si celle-ci est en parfaite rupture avec le chiisme traditionnel, qui n'incitait pas à la révolution ni à la mise en place d'un gouvernement islamique en Iran. L'idéologie de Qutb (traduit en persan par Ali Khamenei dans les années 1970) est alors reprise dans les fondements de la révolution islamique. Un timbre en l'honneur de Qutb est émis en 1984 par la république islamique d'Iran.

### Une reprise des actions violentes en Israël dans les années 1960
À partir du milieu des années 1960, les Frères musulmans redeviennent actifs en Israël. Dans les territoires contestés, la branche palestinienne engendre l’Al-Mujamma' al-islami, qui deviendra en 1987 le Hamas. Sa charte comporte la destruction de l’État d’Israël comme objectif central. L’organisation se consacre ouvertement aux œuvres sociales et à la construction de mosquées, dont le nombre augmente sans cesse en Cisjordanie et dans la bande de Gaza entre 1967 et 1987. Elle recourt aux actions armées et aux attentats, y compris aux attentats suicides. Ses sources de financement proviennent en grande partie de l’Arabie saoudite et plus tard de l'Iran. En 1973, le Shah prit l'initiative, au nom de l'OPEP, de procéder à une augmentation très importante du prix du pétrole. L'Arabie saoudite et l'Iran utilisèrent cette nouvelle opulence pour renforcer mondialement le fondamentalisme islamique, utilisant à cette fin des mouvements soutenus par la CIA tels que les Frères Musulmans et la Ligue islamique mondiale.

### Des alliances de circonstance qui mènent à des scissions
L'intérêt porté par les États-Unis aux mouvements réactionnaires islamistes censés contrer les progressistes, remonte aux années 1950. En 1953, Eisenhower reçoit dans le Bureau ovale une délégation incluant Saïd Ramadan des Frères Musulmans, qui était le chef coordinateur d'organisations associées au Pakistan agissant pour la Ligue islamique mondiale, ainsi qu'au sein du Jamaat-e-Islami.
En Égypte, dans les années 1970, Sadate utilise les Frères musulmans pour faire contrepoids à l’extrême gauche et il leur promet l’intégration future de la charia dans les lois égyptiennes.
En 1971, la CIA collabora avec les services de renseignement saoudiens pour soutenir les Frères Musulmans et leurs alliés dans une campagne mondiale contre le communisme, particulièrement en Égypte,.
En 1978, l’année des Accords de Camp David, ils renoncent officiellement au soutien des actions violentes, à l’exception du combat en Palestine. Cependant, leurs partisans qui ne partagent pas cette position se regroupent dans d’autres structures, comme la al-Gama'a al-islamiyya (Groupe islamique) dont un des membres assassine Sadate en 1981. Les Frères entretiennent des contacts, plus ou moins étroits selon l’époque, avec cette organisation, qui commet des attentats contre des touristes occidentaux en 1992 et en 1997. Par ailleurs, un bras armé clandestin se constitue dès le début des années 1980. Certains de ses membres tentent d’infiltrer les institutions gouvernementales, mais le régime laïque d’Hosni Moubarak fait obstacle à la plupart des manœuvres politiques, à l’exception notable de certains syndicats stratégiques infiltrés de toutes parts par les Frères musulmans, par exemple celui des avocats. En 1982, les organes de presse des Frères sont détruits et la quasi-totalité de leurs publications saisies. L'organisation reste interdite mais paradoxalement est tolérée.

### Une répression sanglante en Syrie
Cette même année, le président syrien Hafez el-Assad, confronté à l'insurrection des Frères musulmans symbolisée par le massacre de l'École d'artillerie d'Alep, tente d’éliminer (voir Massacre de Hama) le bras armé des Frères musulmans, l’al-Talia al-Muqatila (Avant-garde combattante), dont les militants se dispersent en Arabie saoudite, en Jordanie, au Koweït ainsi qu’en Afghanistan. Les Frères musulmans restent en 2007 hors la loi dans ce pays où l’appartenance à l’organisation est punie de la peine de mort.

### Une reconnaissance religieuse mais non politique par le pouvoir égyptien
En 1984, le pouvoir égyptien d'Hosni Moubarak reconnaît les Frères en tant qu’organisation religieuse mais leur refuse l’inscription en tant que parti politique. Les candidats fréristes participent aux élections comme indépendants ou comme représentants d’autres partis. Leurs militants manifestent souvent contre le pouvoir aux côtés d’autres mouvements d’opposition égyptiens, en faveur de réformes constitutionnelles et pour la fin de l’état d’urgence. L’organisation s’efforce d’être présente sur le terrain en aidant les classes défavorisées autant sur le plan social que financier, fournissant, entre autres, aux personnes dans le besoin des médicaments ou des prêts d’argent.
Dans les années 1990, en Égypte, la confrérie s’affiche publiquement comme un mouvement respectueux de la démocratie. Elle publie trois manifestes importants :
- l’un plaidant en faveur de « l’indispensable démocratie » ;
- l’autre portant sur les droits des minorités, notamment de « nos frères et compatriotes coptes » ;
- et le troisième concernant « le statut de la femme ».

### Al Wasat
Ces manifestes, dus pour la plus grande part à de jeunes membres du mouvement, sont adoptés par la confrérie, mais sans grande conviction pour ce qui est de la vieille direction dont la plupart des membres sont âgés de plus de 70 ans. Pour les jeunes, la vieille garde semble trop conservatrice. En 1996, dix-sept d’entre eux demandent officiellement la création d’un nouveau parti politique, Al Wasat. Ses fondateurs ont à peu près le même âge (entre 35 et 45 ans) et appartiennent pour la plupart aux professions libérales : avocats, médecins, pharmaciens ou encore ingénieurs. Ils ont participé aux luttes estudiantines puis syndicales de l’époque. Réceptifs aux évolutions du monde du fait de leurs déplacements à l’étranger au cours desquels ils participent à maints colloques et conférences, ils ont acquis une expérience qui a creusé le fossé entre eux et les aînés de la confrérie, mais leur profond conservatisme religieux en comparaison d’autres jeunes musulmans reste un de leurs traits saillants.
Les fondateurs de ce nouveau parti politique reprochent aux dirigeants des Frères musulmans leur manque de modernité et leurs concepts archaïques. Ils proposent l’adoption d’« une vision moderniste fondée, certes, sur les acquis du passé, mais axée sur les défis du XXIe siècle». En opposition avec leurs aînés, ils établissent un programme plutôt libéral, fondé sur le Coran mais reconnaissant les évolutions de la société. Ils sont en faveur d’un système gouvernemental à l’« occidentale » qui respecte toutes les libertés collectives et individuelles, des élections pluralistes, l’alternance politique et la primauté de la loi. Un copte, Rafiq Habib, fils du président de la communauté anglicane d’Égypte, est membre du comité fondateur du parti. Mais Al Wasat ne verra finalement jamais le jour : le 13 mai 1996, les autorités égyptiennes déclarent irrecevable sa demande de légalisation. Deux jours après ce rejet, les fondateurs sont arrêtés et déférés devant la Haute cour militaire. Cependant, le parti est légalisé en 2011, après la Révolution égyptienne de 2011.

### La création d'une nébuleuse financière et d'influence durant les années 1980 et 1990
Les années 1980 et 1990 voient également un déploiement d’activité au sein de la mouvance européenne des Frères musulmans, qui crée plusieurs organisations (UOIE, UOIF, CEFR…) visant à placer les communautés musulmanes en pleine croissance sous leur influence, et s’efforce d’être reconnue par les gouvernements comme représentante officielle de ces communautés. Les Frères musulmans se dotent d’institutions financières propres (banque Al-Taqwa, Fonds européen), le soutien direct des institutions saoudiennes comme la Ligue islamique mondiale (LIM) étant devenu aléatoire. En effet, après le soutien du mouvement à l'invasion du Koweït par Saddam Hussein, l'Arabie saoudite prend ses distances avec lui, laissant ainsi son rôle de protecteur au Qatar, dont le cheikh Hamad ben Khalifa Al Thani est persuadé que l'islamo-conservatisme des Frères correspond aux aspirations profondes des peuples arabes. L'expansion mondiale des Frères musulmans doit alors beaucoup au soutien du Qatar. Cet État devient leur banque mondiale et la première chaîne de télévision internationale arabe, Al Jazeera située également au Qatar, joue un rôle décisif dans la diffusion de leur pensée.
En 2007, reconnaissant leur poids au Proche-Orient, le gouvernement des États-Unis s’intéresse de nouveau à une alliance avec les Frères. Le Département d'État des États-Unis approuve une politique de contacts futurs entre des diplomates américains et des leaders du mouvement dans les pays arabes.

### Printemps arabe et tutelle turco-qatarienne
Quand le printemps arabe éclate, Al Jazeera se fait la caisse de résonance de la révolution sous la tutelle des Frères en Égypte, en Libye, en Syrie, au Bahreïn puis au Yémen. Mais, les régimes arabes saisissent le danger que représentent pour eux ce mouvement de contestation. Ils se retournent contre la chaîne télévisée et commencent à prendre distance vis-à-vis du Qatar. Face aux menaces, les gouvernements arabes répriment partout l'organisation transnationale « souvent avec grande brutalité ». Les Émirats arabes unis et l’Égypte décrètent la Confrérie organisation terroriste. L'organisation tunisienne, qui redoute également d'être interdite, est contrainte de signer un pacte constitutionnel, renonçant à la charia, à l’inégalité des femmes et acceptant la liberté de conscience.
Après que le pouvoir égyptien a emprisonné en juillet 2013 la direction mondiale des Frères, l'organisation passe sous la tutelle de la Turquie et du Qatar. Cette mainmise de ces deux pays sur l'organisation transnationale islamique n'a pas été sans susciter une hostilité croissante des États arabes. Cette hostilité se manifeste notamment lors de l'embargo imposé au Qatar en 2017. Les Frères intensifient leur contrôle sur la Turquie, notamment dans les mois qui suivent le coup d’État de 2016. Bloqués dans le monde arabe, les Frères musulmans se redéploient vers l’Europe avec le soutien du gouvernement turc.

## Stratégie et organisation

À la suite de violents affrontements avec l'armée égyptienne sur le square Rabia al Adawiyya au Caire, le signe R4bia (4 en arabe) est devenu le symbole de ralliement des Frères musulmans.

La position des Frères musulmans sur la participation politique a varié en fonction de la « situation intérieure » de chaque branche, plutôt que de l'idéologie. Pendant de nombreuses années sa position était « collaborationniste » au Koweït et en Jordanie ; pour « l'opposition pacifique » en Égypte ; « l'opposition armée » en Libye et en Syrie. En novembre 2001, un document daté de 1982 soulignant « une vision globale d'une stratégie mondiale pour la politique islamique [ou l'Islam politique] » pour la Fraternité a été trouvé en Suisse et traduit en anglais par Scott Burgess en 2005. Ce document a été largement diffusé par des auteurs non-musulmans conservateurs et des groupes aux États-Unis et ailleurs hostiles à l'islamisme. Un livre sur ce document, La conquête de l'Occident : Le projet secret des Islamistes, a été publié par Sylvain Besson.
Les Frères musulmans sont un mouvement, pas un parti politique, mais les membres ont créé des partis politiques dans plusieurs pays, tels que le Front d'action islamique en Jordanie et le Hamas dans la bande de Gaza et en Cisjordanie, le désormais dissout parti de la liberté et de la justice en Égypte et le Front de salut national en Syrie de l'ancien vice-président Abdel Halim Khaddam. Ces partis sont tenus par des membres des Frères, mais conservés indépendants des Frères musulmans dans une certaine mesure, à la différence du Hizb ut-Tahrir, qui est très centralisé.
La Confrérie a été décrite comme une « combinaison de tariqa néo-soufi » (avec al-Banna comme sorte de murshid authentique, c'est-à-dire de guide de la tariqa) « et un parti politique ». La Confrérie égyptienne a une structure pyramidale avec des « familles » (ou usra, qui se compose de quatre à cinq personnes et est dirigée par un Naqib, ou « capitaine »), en bas, des « clans » au-dessus d'eux, des « groupes » au-dessus des clans et des « bataillons » ou « phalanges » au-dessus des groupes,. Le Frère potentiel commence comme Muhib ou « amant », et si l'introduction est approuvée, il devient un Muayyad, ou « partisan », puis un muntasib ou « affilié » (membre sans droit de vote). Si un muntasib « satisfait ses moniteurs », il est promu muntazim, ou « organisateur », avant d'avancer au niveau final — ach 'amal, ou « frère travailleur ». Avec cet avancement lent et prudent, la loyauté des membres potentiels peut être « étroitement sondée » et l'obéissance aux ordres assurée.
Selon Mishal Fahm Sulami, au sommet de la hiérarchie, il y a le Bureau d'orientation (Maktab al-Irshad), et immédiatement en dessous le Conseil de la Choura. Les ordres sont transmis à travers une chaîne de commandement :
- le Conseil de la Choura a les fonctions de planification des politiques et des programmes généraux qui permettent d'atteindre l'objectif du groupe[57]. Il est composé d'environ cent Frères musulmans. Les décisions importantes, telles que l'opportunité de participer à des élections, sont débattues et votées au sein du Conseil de la Choura, puis exécutées par le Bureau d'orientation[54]. Ses décisions sont contraignantes pour le Groupe et seule la Conférence générale d'organisation peut les modifier ou les annuler et l'Office de la Choura a également le droit de modifier ou d'annuler les résolutions du Bureau exécutif. Il suit la mise en œuvre des politiques et programmes du Groupe. Il dirige le Bureau exécutif et il forme des comités de branche dédiés pour l'aider en cela[57] ;
- le Bureau exécutif ou bureau de la Guidance (Maktab al-Irshad), qui est composé d'environ 15 Frères musulmans de longue date et dirigé par le guide suprême ou Masul général (murşid). Chaque membre du Bureau de la Guidance supervise un portefeuille différent, tel que le recrutement universitaire, l'éducation, ou la politique. Les membres du Bureau de la guidance sont élus par le Conseil de la Choura[54] Les divisions de la Guidance / Bureau exécutif incluent :
  - direction exécutive ;
  - bureau organisationnel ;
  - secrétariat général ;
  - bureau éducatif ;
  - bureau politique ;
  - bureau des sœurs.

Les Frères musulmans visent à construire une organisation transnationale. Dans les années 1940, la Fraternité égyptienne a organisé une « section pour les relations avec le monde islamique » dotée de neuf comités. Les groupes ont été fondés au Liban (en 1936), en Syrie (1937), et en Transjordanie (1946). Elle a également recruté parmi les étudiants étrangers du Caire, où son quartier-général est devenu un centre et lieu de rencontre pour les représentants de l'ensemble du monde musulman.
Dans chaque pays, avec une Fraternité, il y a un comité de Direction avec un Masul (littéralement responsable, chef de file) nommé par la direction générale exécutive avec essentiellement les mêmes divisions de branche que le bureau exécutif. « À proprement parler », les branches des Frères existent seulement dans les pays arabes du Moyen-Orient où ils sont subordonnés « en théorie » au Guide général égyptien. Au-delà du Moyen-Orient, la Fraternité parraine des organisations nationales dans des pays comme la Tunisie (Nahda), le Maroc (Parti de la Justice et de la Charité), l'Algérie (Mouvement de la société pour la paix). En dehors du monde arabe, elle a également une influence, avec un ancien président de l'Afghanistan Burhanuddin Rabbani ayant adopté les idées de la Fraternité pendant ses études à l'université al-Azhar, et de nombreuses similitudes entre les groupes de moudjahidin en Afghanistan et les Fraternités arabes. Angkatan Belia Islam Malaysia en Malaisie est proche de la Fraternité. Selon l'universitaire Olivier Roy, à partir de 1994 « une agence internationale » de la Fraternité « assure la coopération de l'ensemble » de ses organisations nationales. Sa « composition n'est pas bien connue, mais les Égyptiens maintiennent une position dominante ».

### Tanzim al-dawli
Selon le journal Le Monde en 2004, « L'existence du Tanzim Al-Dawli est le secret le mieux gardé des Frères ».
Le Tanzim al-dawli désigne l'organisation internationale secrète, créée le 29 juillet 1982 des Frères musulmans.
Les dirigeants de cette organisation internationale sont pour certains journalistes à Londres, ville considérée comme « base arrière ». Pour Atmane Tazaghart, « le Royaume-Uni, qui accueille alors le commandement de l’Organisation internationale Tanzim al-dawli, l'instance occulte qui fédère tous les mouvements liés aux Frères musulmans à travers le monde, s’est-il imposé comme leur nouveau fief financier islamiste en Europe ».
Pour d'autres journalistes, « les sièges de commandement se répartiraient entre Doha, Istanbul et Londres ». Des chercheurs constatent la présence d'implantations hors du Moyen-Orient, à Berlin, à Munich et à Genève.
Selon le politologue arabisant Stéphane Lacroix, Tanzim al-dawli a échoué à cause des divergences entre les différentes antennes nationales des Frères musulmans.

## Instances nationales

### Égypte

#### Une organisation qui doit osciller entre le religieux et le politique, utilisée comme soupape de sureté par le pouvoir
Bien que disposant officieusement de 88 députés (sur 454) à l'Assemblée du peuple entre 2005 et 2010 (ce qui fait d'eux le premier groupe d'opposition), les Frères musulmans faisaient, avant la révolution du 25 janvier, face à un grave problème de stratégie politique. La confrérie, qui fait passer un message religieux (islamisation des mœurs, de l'habillement et de la culture) relayé par un important réseau de membres et ses actions caritatives, largement adopté par la société, ne pouvait pas concrétiser cette sympathie en succès politique. Son principal obstacle était la nature non-démocratique de l'État égyptien, qui refusait de faire d'elle une association légale. Les Frères pouvaient tout au plus présenter des candidats indépendants aux élections législatives mais jamais sous leur étiquette. Ce handicap résulte de deux facteurs : le refus du pouvoir égyptien d'assister à la création d'un parti politique des Frères musulmans et le rejet des règles du jeu démocratique de la part de certains membres de la confrérie.
Malgré des efforts, l'association des Frères musulmans est en pleine stagnation, incapable de prendre l'initiative face à un pouvoir qui les manipule au gré de ses besoins. En effet, le pouvoir égyptien menait une politique de la carotte et du bâton, relâchant de temps en temps la pression pour l'utiliser comme soupape à la colère populaire contre les politiques israéliennes et américaines au Proche-Orient, puis en resserrant la vis en arrêtant, en torturant ou en éliminant plusieurs des membres de la confrérie.

#### Une marche vers la respectabilité et l'intégration au jeu politique égyptien
Depuis quelques années, pour conquérir le pouvoir les Frères musulmans ont appliqué une véritable métamorphose. La plupart des membres de la confrérie ont fait un important travail au niveau de leur apparence vestimentaire et physique. Habillés en costume à l'occidentale, ils sont soit complètement rasés, soit portent une barbe finement taillée.
Ils sont pour beaucoup issus des hautes écoles, parlent tous plusieurs langues étrangères et se présentent désormais en démocrates.
D'après l’une des membres de la confrérie, Makram al-Deiri, tous les candidats aux élections législatives du mouvement ont bénéficié d'une formation intensive aux techniques de communication, aux stratégies de persuasion et à l'art des négociations.
Officiellement, le mouvement a abandonné tout projet d'État théocratique, ils disent prendre comme modèle les mouvements islamistes marocains qui sont connus pour leur pragmatisme. Ce, même si beaucoup de politologues et de journalistes en doutent, et émettent l'idée qu'ils aient mis fin momentanément à leur projet de république théocratique pour ne pas faire peur aux Égyptiens et prendre le pouvoir sans trop de violence. La nouvelle garde se déclare respectueuse de la souveraineté du peuple, de l’alternance démocratique et des droits des minorités.
Depuis leur création, les Frères musulmans ont toujours fait de l'éducation du peuple une priorité. Ils ont, jusqu'à présent, composé avec la constitution laïque de l'Égypte, mais plaident pour une société régie par la charia.
Le logo de la confrérie qui était constitué de deux sabres croisés a été momentanément abandonné au profit d'un logo moins agressif : deux mains jointes autour d'une motte de terre où prend racine une pousse verte.
Le mouvement a aussi choisi de ne plus combattre directement le régime de Moubarak. Ils ont ainsi voté pour la reconduction de Fathi Sorour (l’un des hauts responsables du régime) au perchoir de l'Assemblée du peuple. Ils ont également applaudi le discours du président Moubarak au parlement, et sont en contact régulier avec le gouvernement des États-Unis.
L'European Strategic Intelligence and Security Center accuse en février 2006 la confrérie des Frères musulmans d'avoir organisé l'escalade dans l'affaire des caricatures de Mahomet du journal Jyllands-Posten.
Lors des élections de 2010, ils sont marginalisés par des fraudes massives, et boycottent le second tour.

#### Évolutions post-révolution

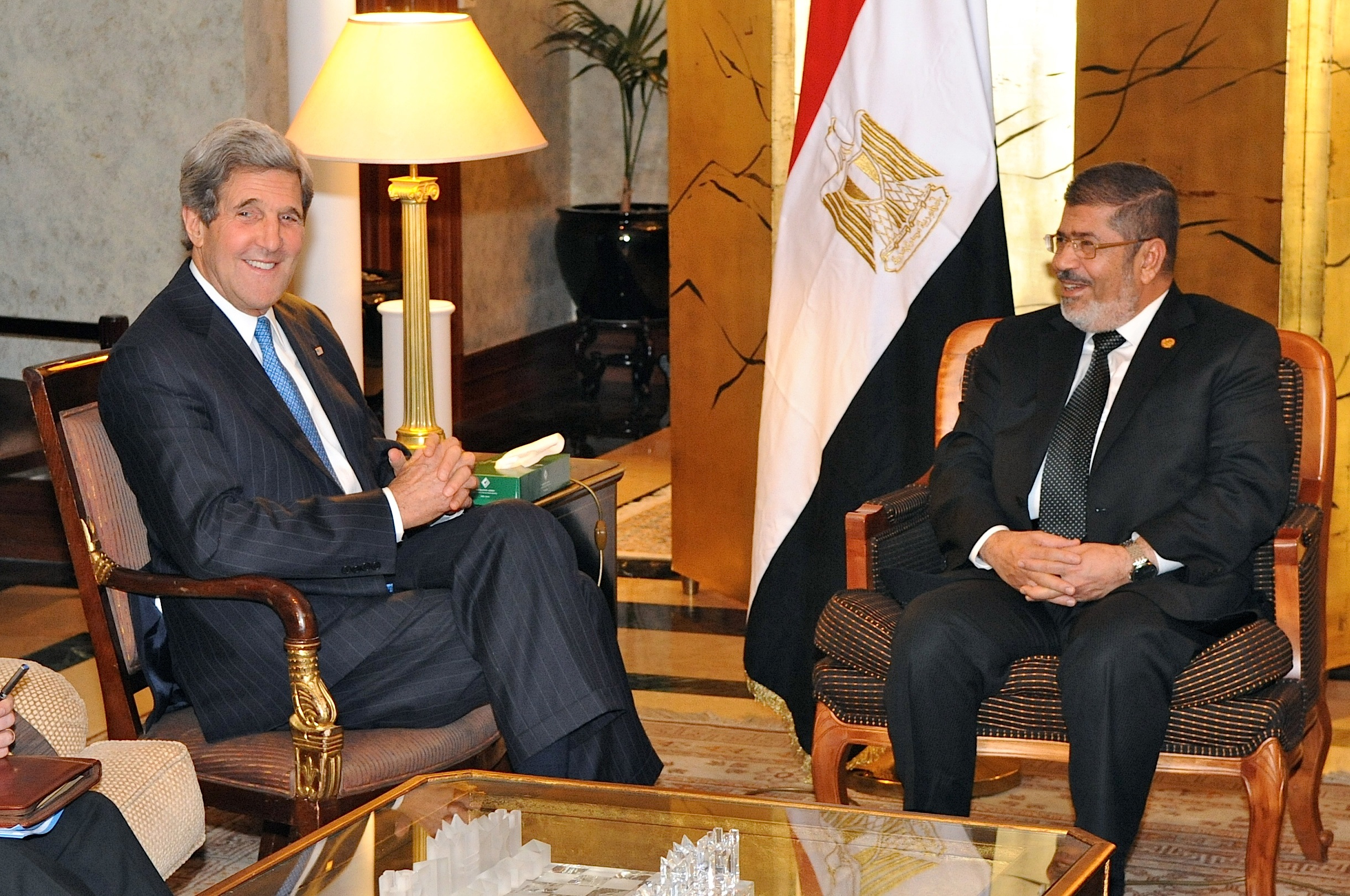
Entretien du Secrétaire d'État américain John Kerry avec le Président égyptien Mohamed Morsi en mai 2013.

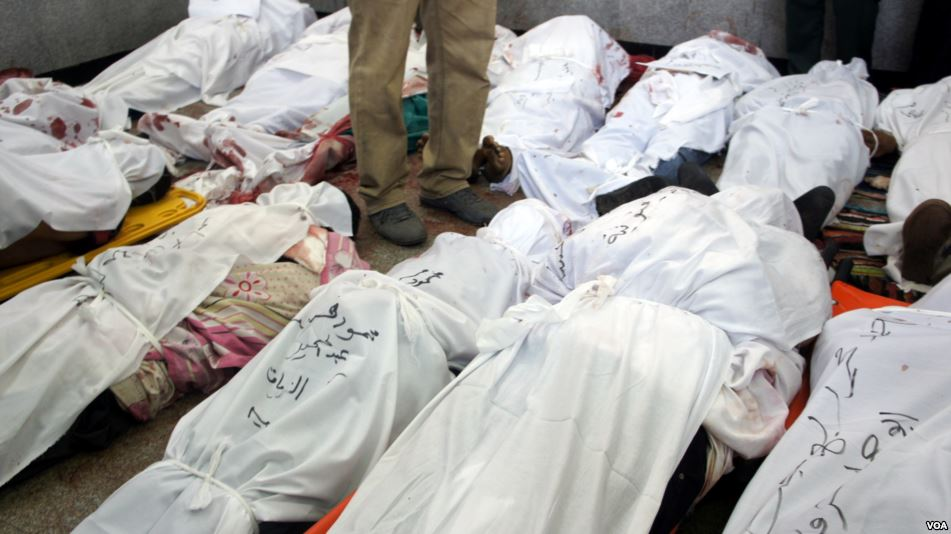
Cadavres des partisans de Morsi tués dans les affrontements avec les forces de sécurité au Caire, le 27 juillet 2013.

La puissante confrérie panislamiste des Frères musulmans, longtemps traquée par le régime et contrainte au secret, se taille désormais une place de choix dans le paysage politique post-Moubarak : 75 % de la population ont une opinion « plutôt » ou « très favorable » des Frères, indique un sondage du Pew Research Center publié en avril 2011. Le parti de la liberté et de la justice, leur appendice électoral, pourrait dominer l'assemblée constituante qui devrait être élue en novembre (le secrétaire général de l'organisation, Mahmoud Hussein, indique que les Frères visent entre 45 et 50 % des sièges). La confrérie et ses alliés islamistes dicteraient alors l'esprit et la lettre de la prochaine constitution de l'Égypte et seraient la principale force politique du pays.
Les tendances à l'éclatement du courant islamiste, déjà présentes sous le régime de la dictature, se renforcent après la révolution de 2011 :
- l'aile modernisatrice et libérale se sépare des Frères en 1996 pour créer le parti Al-Wasat (« le Milieu »), animé par Aboul Ela Madi (né en 1959)[71] ;
- les musulmans salafistes, plus rigoristes, possèdent leur propre parti, al-Nour (« la Lumière »)[72] ;
- en mars 2011, un membre important, Ibrahim Al-Zaafarani, crée le Parti de la renaissance égyptienne (حزب النهضة المصري - Hizb Ennahda Al-Masry), qui se veut lui aussi plus moderniste[72] ;
- le parti des Frères musulmans, le parti de la liberté et de la justice, créé le 6 juin, tient à l'écart les femmes et les jeunes, pourtant moteurs de la révolution du 25 janvier[73] ;
- le 19 juin, Abdel Moneim Aboul Fotouh est exclu pour avoir fait acte de candidature à l'élection présidentielle[72] ;
- le 21 juin, 150[74] Jeunes Frères font scission et fondent le Parti du courant égyptien (حزب التيار المصري — Hizb Al-Tayyar Al-Masry), qui se veut porté par l'esprit de la révolution, démocratique, laïc, et porté par les valeurs arabo-musulmanes, et non par la charia[72],[75].

Le 20 janvier 2012, le parti de la liberté et de la justice dirigé par Mohamed Morsi, remporte les élections législatives.
Alors que le parti avait initialement promis de ne pas se présenter à la présidentielle, le parti de la liberté et de la justice choisit Mohammed Morsi pour briguer le poste. Le 24 juin 2012, il est déclaré vainqueur de l'élection.
L'écrivain Tharwat El-Kherbaoui, ancien membre des Frères musulmans, publie en 2012 un livre sur les Frères musulmans qui obtient le prix du livre politique 2012 à la Foire internationale du livre du Caire. El-Kherbaoui avait précédemment déclaré que les Frères suivaient un mélange d'idéologies de différents groupes,.
Le 3 juillet 2013, le président Mohamed Morsi est renversé par l'armée après des jours de manifestations populaires protestant contre l'islamisation du régime et rassemblant des millions de personnes dans tout le pays et de nombreux dirigeants du parti de la liberté et de la justice (PLJ) et des Frères musulmans sont arrêtés par l'armée. Les Frères musulmans étaient devenus impopulaires et très critiqués, notamment par les pouvoirs extraordinaires que s'était octroyé le président, la rédaction expéditive d'une constitution par les islamistes, leurs prises de position remettant en cause l'égalité homme-femme ou encore des choix politiques ambigus, comme la nomination d'un ancien chef terroriste au poste de gouverneur de Louxor.
Le 18 août 2013, le Premier ministre du gouvernement d'intérim, Hazem El-Beblaoui, propose leur dissolution.
Le 20 août, le guide suprême des Frères musulmans Mohammed Badie est arrêté et placé en détention provisoire pour « incitation au meurtre ». Il est immédiatement remplacé par son adjoint Mahmoud Ezzat. En décembre 2013, l'ancien Premier ministre islamiste Hicham Qandil est arrêté après avoir essayé de s'enfuir au Soudan.
Fin décembre, le gouvernement égyptien déclare officiellement le mouvement des Frères musulmans « organisation terroriste » ; ses membres sont donc désormais interdits de manifester.
Les nouvelles autorités, au cours des mois qui suivent, condamnent des centaines de dirigeants et membres des Frères musulmans à mort, dont le président Mohamed Morsi,.
Le 7 avril 2016, la branche politique de la confrérie, le Parti de la construction et du développement (Al-Binaa wa al-Tanmia) a sollicité la médiation du roi d'Arabie saoudite Salmane pour résoudre la crise politique égyptienne « sur des bases équitables ».
En septembre 2016, Khaled al-Azhari, ancien ministre sous Morsi et membre de la confrérie, est mis en liberté conditionnelle.
En 2017, avec ses leaders emprisonnés, tués ou en exil, l'organisation des Frères musulmans est déstructurée et ses membres encore en liberté se sont repliés sur la sphère privée. Stéphane Lacroix, chercheur au Centre de recherches internationales et spécialiste de l'islam politique note : « Il n'y a plus de structure de commandement au niveau local, c'est un poulet sans tête ». Pourtant, des liens demeurent ajoute-t-il : « Les gens se fréquentent, se marient, se voient pour étudier le Coran. N'importe quelle occasion est potentiellement une réunion des Frères. Il est compliqué pour l'État de contrôler les liens sociaux ». En parallèle de cette situation compliquée, une frange des Frères se met à prôner l'action violente, bien que les leaders historiques du mouvement s'en tiennent à un discours de résistance pacifique,. Pour Stéphane Lacroix, les Frères musulmans sont « dans la situation la plus compliquée de leur histoire. La maison mère, en Egypte, est en lambeaux ».

### Soudan
Jusqu'à l'élection du Hamas dans la bande de Gaza, le Soudan était le seul pays où la Fraternité rencontrait le plus de succès dans la conquête du pouvoir, ses membres composant une grande partie de la bureaucratie gouvernementale à la suite du coup d'État du général Omar el-Béchir en 1989. Toutefois, le gouvernement soudanais a été dominé par les Frères musulmans affiliés au Front national islamique (FNI) a fait l'objet de nombreuses critiques pour sa politique en matière de droits de l'homme, de liens vers des groupes terroristes, et la guerre dans le sud du Soudan et au Darfour.
En 1945, une délégation des Frères musulmans en Égypte a visité le Soudan et tenu plusieurs réunions à l'intérieur du pays préconisant et expliquant leur idéologie. Le Soudan a une histoire longue et profonde avec les Frères musulmans par rapport à de nombreux autres pays. En avril 1949, la première branche de l'organisation des Frères musulmans soudanais a émergé. Cependant, en parallèle, de nombreux étudiants soudanais qui étudiaient en Égypte ont été introduits à l'idéologie de la Fraternité. Les groupes d'étudiants musulmans ont également commencé à s'organiser dans les universités au cours des années 1940, et la base principale de soutien de la Fraternité est demeurée au niveau des études universitaires. Afin de les unir, en 1954, une conférence a eu lieu, en présence de divers représentants de différents groupes qui semblaient avoir la même idéologie. La conférence a voté la création d'une Organisation des Frères musulmans soudanais unifiée basée sur les enseignements de l'Imam Hassan al-Banna.
Une ramification de la branche soudanaise des Frères musulmans, le Front de la Charte islamique grandit pendant les années 1960, lorsque le théologien Hasan al-Turabi devient son secrétaire général en 1964. Le Front de la Charte islamique (ICM) a été rebaptisé à plusieurs reprises, plus récemment il est appelé le Front national islamique (FNI). L'objectif principal des Frères musulmans / FNI au Soudan était d'islamiser la société « d'en haut » et d'institutionnaliser la loi islamique dans tout le pays où ils ont réussi. À cette fin, le parti a infiltré les plus hauts échelons du gouvernement, où l'éducation des cadres du parti, souvent acquise en Occident, les rendaient « indispensables ». Cette approche a été décrite par Tourabi lui-même comme la « jurisprudence de nécessité ».
Rencontrant des résistances des non-islamistes, des organisations musulmanes déjà établies, et des non-musulmans dans le sud, le gouvernement soudanais FNI sous Tourabi et le FNI ont organisé un coup d'État pour renverser un gouvernement démocratiquement élu en 1989, ont organisé la Force populaire de défense qui a commis des « atrocités généralisées, délibérées et systématiques contre des centaines de milliers de civils sudistes » dans les années 1990. Le gouvernement FNI a également employé « la généralisation des arrestations arbitraires et des exécutions extrajudiciaires, la torture et l'exécution des dirigeants syndicaux travailleurs, des officiers militaires, des journalistes, des personnalités politiques et des dirigeants de la société civile ».
Le conservatisme, à tout le moins de certains éléments des Frères musulmans soudanais, a été mis en évidence à l'occasion d'une interview télévisée du dirigeant soudanais des Frères musulmans le Cheikh Sadeq Abdallah bin Al-Majed le 3 août 2007 sur la chaîne qatarie Al-Jazeera. Selon une traduction israélienne sur la base du MEMRI, Bin Al-Majed a dit à son interlocuteur que « l'Occident, et les Américains en particulier […] sont derrière toutes les tragédies qui se déroulent dans le Darfour », car ils « ont réalisé que le Darfour est plein de trésors » ; que « l'islam ne permet pas à un non-musulman de régner sur les musulmans » ; et qu'il avait émis une fatwa interdisant la vaccination des enfants, au motif que les vaccinations étaient « un complot des juifs et des francs-maçons ».

### Syrie
En Syrie, le mouvement a été fondé dans les années 1930 par des étudiants syriens, anciens membres des Frères musulmans égyptiens. Le mouvement ne se considère pas comme un parti politique, car pour eux, tous les partis politiques sont des rassemblements d'athées. La confrérie joue un grand rôle en Syrie : c'est la principale force d'opposition au régime baathiste, elle est surtout présente dans les grandes villes du pays (Hama, Homs et Damas) et les classes populaires forment le gros des effectifs du parti.

#### Une répression sanglante par le régime de Hafez el-Assad
À la fin des années 1970, le mouvement initia une lutte armée contre le régime baasiste, organisant des attentats symbolisée par le massacre de l'École d'artillerie d'Alep où 83 cadets alaouites sont exécutés par les Frères musulmans le 16 juin 1979. Interdit, il fit l'objet d'une répression très forte, notamment lors du massacre de Hama (1982) : les Frères musulmans ont tenté de soulever la population contre le président Hafez el-Assad, mais ils ont échoué, et l'armée a durement réprimé cette révolte : le centre-ville est rasé et près de 20 000 personnes tuées,.
En juillet 1980, la loi no 49 — toujours en vigueur — dispose qu'« est considéré comme criminel et sera puni de la peine capitale quiconque est affilié à l'organisation de la communauté des Frères musulmans ».
Le 17 mars 2006, les Frères musulmans syriens créent à Bruxelles avec Abdel Halim Khaddam, vice-président syrien ayant fait défection, un Front de Salut National auquel adhèrent aussi des opposants arabes et kurdes venus de divers partis.
En 2009, au moment de la guerre de Gaza, la confrérie conclut une trêve avec le pouvoir syrien.
En juillet 2010, Ali Sadr ad-Din al-Bayanouni, le leader syrien des Frères musulmans depuis 1996, cède sa place à Mohammed Riyad Al Chaqfeh, qui rompt la trêve avec le régime.

#### Une présence majoritaire dans le Conseil national syrien, à titre officieux
La confrérie n'est plus aujourd'hui une force politique en Syrie, mais elle maintient néanmoins un réseau d'appui mené depuis Londres et Chypre, sa direction se situant à Istanbul. Son financement provient essentiellement du Qatar et des pétromonarchies du Golfe. Dans le contexte de la guerre civile syrienne, elle est par ailleurs majoritaire au sein du Conseil national syrien, bien que ses membres y siègent à titre individuel et non au titre de leur mouvement, et domine la Coalition nationale des forces de l'opposition et de la révolution selon l'universitaire Fabrice Balanche et l'opposant syrien Haytham Manaa.
Comme en Égypte, le mouvement (qui a adhéré à la Déclaration de Damas en 2005) a officiellement abandonné la violence, et demande l'installation d'une démocratie en Syrie, où le multipartisme serait assuré dans l'espoir de prendre le pouvoir par les urnes. Il n'exige pas un État islamique mais la référence à la charia comme « l’une des bases de la législation ». Dans le cadre de la guerre civile syrienne, il prône une intervention étrangère limitée.
Les partis kurdes accusent régulièrement les Frères musulmans de servir de cheval de Troie pour la Turquie.

### Palestine
'Abd al-Rahman al-Banna, le frère du fondateur des Frères musulmans Hassan al-Banna, est allé en Palestine mandataire et a établi là-bas des Frères musulmans en 1935. Al-Hajj Amin al-Husseini, finalement désigné par les Britanniques comme Grand Mufti de Jérusalem dans l'espoir de s'accommoder avec lui, était le chef du groupe en Palestine. Un autre dirigeant important associé avec les Frères musulmans en Palestine était 'Izz al-Din al-Qassam, une source d'inspiration pour les islamistes parce qu'il avait été le premier à mener une résistance armée au nom de la Palestine contre les Britanniques en 1935.
Les Frères ont combattu aux côtés des armées arabes lors de la guerre israélo-arabe de 1948, et, après la création de l'État d'Israël, les suites de la crise des réfugiés palestiniens ont encouragé plus de musulmans palestiniens encore à rejoindre le groupe. Après la guerre, en Cisjordanie, les activités du groupe sont principalement sociales et religieuses et non-politiques, de sorte qu'il a eu d'assez bonnes relations avec la Jordanie lors de l'occupation jordanienne de la Cisjordanie. En revanche, le groupe s'affronta souvent avec le gouvernement égyptien qui contrôlait la bande de Gaza jusqu'en 1967.
Dans les années 1950 et 60, l'objectif de la Fraternité était « l'éducation d'une génération islamique » par la restructuration de la société et l'éducation religieuse, plutôt que l'opposition à Israël, de sorte qu'elle a perdu la popularité des mouvements insurgés et la présence de Hizb ut-Tahrir. Enfin, cependant, la Fraternité a été renforcée par plusieurs facteurs :
1. la création d'al-Mujamma 'al-Islami, le Centre islamique en 1973 par Cheikh Ahmad Yassine a eu un effet centralisateur qui encapsule toutes les organisations religieuses ;
2. la Société des Frères musulmans en Jordanie et en Palestine a été créée à partir d'une fusion des branches de la Cisjordanie et de la bande de Gaza et de Jordanie ;
3. la désillusion palestinienne avec les groupes militants palestiniens les a conduit à devenir plus ouverts à des solutions de rechange ;
4. la révolution islamique en Iran a offert une source d'inspiration pour les Palestiniens. La Fraternité a réussi à augmenter ses efforts en Palestine et éviter d'être démantelée comme des groupes militants, car elle ne s'est pas concentrée sur l'occupation. Alors que les groupes militants ont été démantelés, la Fraternité a comblé le vide[110].

Après la guerre des Six Jours de 1967, Israël a peut-être cherché à cultiver l'islam politique comme un contrepoids au Fatah, la principale organisation politique nationaliste palestinienne laïque,. Entre 1967 et 1987, le Hamas a été fondé, le nombre de mosquées à Gaza a triplé de 200 à 600, et les Frères musulmans ont nommé la période entre 1975 et 1987 comme une phase de « renforcement des institutions sociales ». Au cours de cette époque, la Fraternité a établi des associations, utilisé la zakat (aumône légale) pour l'aide aux palestiniens les plus pauvres, promu des écoles, fourni aux étudiants des prêts, utilisé les waqf (fondations religieuses) pour louer des biens et employé des personnes, et établi des mosquées. De même, l'opposition hostile et parfois violente à l'encontre du Fatah, l'Organisation de libération de la Palestine et d'autres groupes nationalistes laïques a augmenté de façon spectaculaire dans les rues et sur les campus universitaires.
En 1987, à la suite de l'Intifada, le Mouvement de Résistance islamique, ou Hamas, a été établi à partir des organismes de bienfaisance affiliés aux Frères et les institutions sociales qui avaient acquis une forte présence parmi la population locale. Lors de la première Intifada (1987-93), le Hamas s'est militarisé et transformé en l'un des groupes de militants palestiniens les plus forts.
La prise de contrôle du Hamas sur la bande de Gaza en 2007 a été une première depuis le coup d'État soudanais de 1989 qui a amené Omar el-Bechir au pouvoir, en ce qu'elle a permis à un groupe des Frères musulmans de diriger un territoire géographique significatif. Cependant, le renversement du gouvernement de Mohamed Morsi en Égypte en 2013 a considérablement affaibli la position du Hamas, conduisant à un blocus de Gaza et à la crise économique.
Le 21 mars 2016, le Hamas a retiré tous les « signes » apparents des Frères musulmans tels que les portraits du fondateur des Frères musulmans Hassan el-Banna et du président égyptien déchu Mohamed Morsi, les photos des anciens et actuels émirs du Qatar, du président turc Recep Tayyip Erdogan et de deux des hauts dirigeants du Hamas, Ismail Haniyeh et Khaled Mechaal, et ce, dans l'espoir d'obtenir de l'Égypte la réouverture de sa frontière avec la bande de Gaza.

### Irak
Le Parti islamique irakien a été formé en 1960 comme la branche irakienne de la Fraternité, mais a été interdit à partir de 1961 sous le règne nationaliste de Abd al-Karim Qasim. Comme la répression du gouvernement durcit sous le parti Baas de février 1963, le groupe a été contraint de continuer en souterrain. Après la chute du gouvernement de Saddam Hussein en 2003, le Parti islamique a émergé comme l'un des principaux avocats de la communauté sunnite du pays. Le Parti islamique a été très critique envers les États-Unis conduisant à l'occupation de l'Irak, mais a participé au processus politique. Son chef est le vice-président irakien Tariq Al-Hashimi.
Par ailleurs, dans le nord de l'Irak, il y a plusieurs mouvements islamistes inspirés en tout ou partie du réseau des Frères musulmans. L'Union islamique du Kurdistan (KIU) détient des sièges au parlement kurde, et constitue la principale force politique en dehors de la domination des deux principaux partis laïques, le PUK et le KDP.

### Yémen
Les premières cellules des Frères musulmans ont été créées au Yémen au début des années 1960. Le mouvement pris par la suite une forme plus concrète avec l'arrivée de Abdul Majeed al-Zindani (en), en provenance d'Égypte. Al-Zindani crée la branche des Frères musulmans au Yémen au début des années 1970 et se consacre essentiellement à construire une organisation parallèle d'éducation religieuse nommée université des sciences et technologies dans la république arabe du Yémen (Yémen du Nord).
Les Frères musulmans, avant la réunification, ne participent pas directement à la vie politique du Yémen, mais s'occupent de ce réseau d'éducation. C'est de cette façon que les Frères prirent pied dans le pays, en profitant des fortes affiliations tribales et de la ferveur religieuse du peuple yéménite. Néanmoins, les Frères musulmans participent indirectement à toutes les étapes importantes de la transformation politique du Yémen depuis les années 1970, en appuyant les mouvements qui les favorisent dans chacun des conflits. À la fin des années 1970, les velléités socialistes du Yémen du Sud facilitent le rapprochement de leurs adversaires au nord, c'est-à-dire le régime de Ali Abdallah Saleh et les Frères islamiques. Le rapprochement se produit dans les faits, mais aucune collaboration n’est officielle.

#### Première participation politique des Frères musulmans au Yémen
Lors des élections libres qui ont lieu après la réunification du Yémen en 1990, les Frères musulmans et leurs alliés tribaux fondent le parti politique Al-Islah et font leur entrée sur la scène politique. L'autorité organisationnelle de ce parti est essentiellement dans les mains des Frères musulmans, ils considèrent leurs alliés tribaux comme une simple façon d'obtenir une protection.
L'association entre le régime de Saleh et al-Islah, et par extension aux Frères musulmans, tient bon tant qu'ils ont des adversaires communs : les forces sécessionnistes du Yémen du Sud et le Parti socialiste yéménite. Après la guerre civile de 1994, qui consacre la défaite et l'exil des opposants à Saleh, l'alliance est moins nécessaire. Saleh s'attaque à défaire le parti al-Islah, principale opposition au parlement, et ordonne le démantèlement des instituts scientifiques, moyen d'enseignement et de recrutement des Frères musulmans depuis plus de 25 ans. L'influence des Frères musulmans décline jusqu'en 2011.

#### Les Frères musulmans et la révolution yéménite

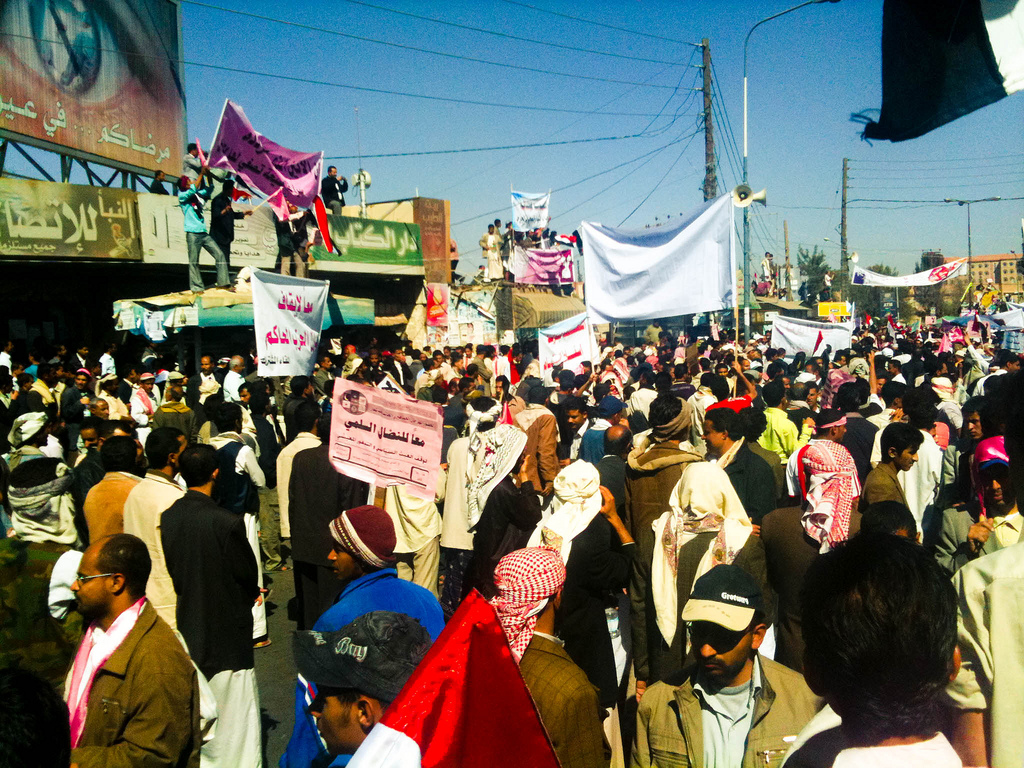
Manifestations le 3 février à Sanaa, capitale du Yémen.

Le printemps arabe yéménite prend la forme d'une mobilisation contre le gouvernement de Saleh. Au cri de « Irhal ! » (« Dégage ! »), la contestation débute à Sanaa et s'étend aux villes d'Aden et de Ta'izz. Dans un premier temps spontanées, les manifestations, marches et occupations réunirent les divers groupes politiques, religieux et tribaux opposés au gouvernement et sont, dans un premier temps, qualifiées de « progressistes ».
La révolution s'étirant - elle dure de février 2011 jusqu'au départ de Saleh un an plus tard -, une organisation plus durable des campements est nécessaire. C'est dans ce contexte que le parti politique al-Islah, et donc les Frères musulmans, entre en scène et reprend en main la révolution yéménite afin d'arriver au pouvoir. Les réseaux actifs de solidarité d'al-Islah, de même que l'université des sciences et des technologies, leur permettent ce détournement de la révolution dès le mois de mars 2011. De sociale, la révolution devient alors religieuse.
Saleh démissionne en février 2012, et une élection présidentielle a lieu. Émaillé de violences dans le sud du pays, le scrutin se déroule le 21 février 2012, avec un seul candidat soutenu par tous les partis : Abdrabbo Mansour Hadi. Il est élu avec 99,80 % des voix.

### Bahreïn
Au Bahreïn, la Société des Frères musulmans est représentée par la Société Al Eslah et son aile politique, la Société islamique Al-Menbar. Après les élections législatives en 2002, Al-Menbar est devenue la plus grande formation politique avec huit sièges sur les quarante à pourvoir au sein de la Chambre des députés. Les membres éminents d'Al Menbar incluent le Dr Salah Abdulrahman, le Dr Salah Al Jowder, et le porte-parole Mohammed Khalid. Le parti a généralement soutenu la politique gouvernementale sur les questions économiques, mais a cherché une répression sur les concerts Pop, la sorcellerie et les devins. Il s'est fortement opposé à l'adhésion du gouvernement au Pacte international relatif aux droits civils et politiques, au motif que ce serait donner aux citoyens musulmans le droit de changer de religion, lorsque le point de vue du parti est qu'ils devraient être « décapités ».
En mars 2009, le groupe chiite la Société de l'Illumination islamique a tenu sa conférence annuelle avec l'objectif annoncé de désamorcer les tensions entre les branches musulmanes. La société a invité les savants nationaux sunnites et chiites à participer. Les théologiens salafistes indépendants bahreïnites Cheikh Salah Al Jowder et Cheikh Rashid Al Muraikhi et les imams chiites Cheikh Isa Qasim et Abdulla Al Ghoraifi ont parlé de l'importance de la coopération sectaire. D'autres séminaires ont été organisés tout au long de l'année.
En 2010, le gouvernement américain a parrainé la visite aux États-Unis d'Al-Jowder, décrit comme un religieux sunnite, lors des trois semaines du programme de dialogue inter-religieux dans plusieurs villes,.

### Koweït
Les Frères égyptiens sont venus au Koweït dans les années 1950 en tant que réfugiés du nationalisme arabe et ont été intégrés dans le ministère de l'éducation et d'autres parties de l’État. L'aile sociale de la Fraternité au Koweït est appelé Al Eslah (Société de Réforme Sociale) et son aile politique est appelée le Mouvement Constitutionnel Islamique (ICM) ou « Hadas »,. Les membres de l'ICM ont été élus au parlement et servi dans le gouvernement et, ont « largement cru détenir le point de bascule avec le ministère des Awqaf » (dotation islamique) et des Affaires islamiques, mais n'ont jamais atteint la majorité que ce soit seuls ou même alliés — « un fait qui les a contraints à être pragmatiques à propos du travail avec d'autres groupes politiques ». Au cours de l'invasion du Koweït, les Frères koweïtiens (de concert avec d'autres Frères musulmans dans les États du Golfe) ont appuyé les forces de la coalition américano-saoudienne contre l'Irak et « ont quitté l'agence internationale de la Fraternité en signe de protestation » quant à sa position pro-Saddam. Toutefois, en réaction au Printemps arabe et à la répression contre les Frères égyptiens, le gouvernement saoudien a fait « pression sur d'autres États qui ont des adhérents des Frères musulmans, en leur demandant de décréter que le groupe est une organisation terroriste », et avec la pression koweïtienne locale et celle d'autres États du Golfe, les confréries n'ont pas été épargnées par leurs gouvernements locaux.

### Arabie saoudite
Le Royaume d'Arabie Saoudite a aidé la Fraternité financièrement pendant « plus d'un demi-siècle »,, mais les deux ont coupé leurs liens lors la guerre du Golfe, puis sont devenus ennemis après l'élection de Mohamed Morsi. À l'intérieur du royaume, avant la répression des Frères musulmans égyptiens, la confrérie avait été qualifiée de groupe dont « beaucoup de partisans dormants » font d'elle « l'une des rares menaces potentielles » pour le contrôle de la famille royale.
La confrérie a d'abord eu un impact à l'intérieur de l'Arabie Saoudite en 1954 lorsque des milliers de Frères égyptiens ont cherché à échapper à la répression du président Gamal Abdel Nasser, tandis que l'Arabie saoudite (largement analphabète) était à la recherche d'enseignants — qui étaient aussi des arabo-musulmans pieux conservateurs — pour son système scolaire public nouvellement créé. La marque des Frères musulmans sur l'Islam théologique et politique diffère du strict credo salafiste, Wahhabiyya, officiellement déposé par l'État d'Arabie saoudite, et les Frères musulmans « ont obéi aux ordres de la famille régnante et des oulémas sans tenter de faire du prosélytisme ou autrement s'impliquer dans les questions doctrinales religieuses au sein du Royaume. Néanmoins, le groupe « méthodiquement […] a pris le contrôle de la vie intellectuelle de l'Arabie saoudite » en publiant des livres et en participant à des cercles de discussion et salons organisés par des princes. Bien que l'organisation n'ait pas de « présence organisationnelle formelle » dans le royaume (aucun groupe ou parti politique n'a été autorisé à fonctionner ouvertement), les Frères musulmans sont devenus « enracinés à la fois dans la société saoudienne et dans l'État saoudien, en tenant un rôle de premier plan dans les départements ministériels clés ». En particulier, beaucoup se sont installés dans le système éducatif saoudien. Un spécialiste des questions saoudiennes, Stéphane Lacroix, a déclaré en 2013 : « Le système d'éducation est à ce point contrôlé par les Frères musulmans qu'il faudrait 20 ans pour le changer totalement. Les islamistes voient l'éducation comme leur base » en Arabie Saoudite.
Les relations entre la famille régnante saoudienne et la Fraternité se sont tendues avec l'opposition saoudienne à l'invasion irakienne du Koweït et la volonté du gouvernement saoudien de permettre aux troupes américaines de se baser dans le Royaume pour combattre l'Irak. La Confrérie a soutenu le mouvement Sahwah (« Éveil ») qui a appelé à un changement politique dans le Royaume. En 2002, le ministre saoudien de l'Intérieur, le prince Nayef a dénoncé la Fraternité, en disant qu'elle était coupable de « trahison de promesses et d'ingratitude » et était « la source de tous les problèmes dans le monde islamique ». La famille régnante a également été alarmée par le printemps arabe et l'exemple donné par les Frères musulmans en Égypte, avec le président Mohamed Morsi amenant un gouvernement islamiste au pouvoir par la révolution populaire et les élections. Les figures de Sahwa ont publié des pétitions pour la réforme à l'adresse du gouvernement royal (en violation de la doctrine quiétiste wahhabite). Après le renversement du gouvernement Morsi en Égypte, toutes les grandes figures de Sahwa ont signé des pétitions et des déclarations dénonçant le coup d'État militaire et le soutien apporté par le gouvernement saoudien.
En mars 2014, dans une « rupture significative au regard de sa position officielle passée » le gouvernement saoudien a déclaré la Fraternité « organisation terroriste » et a publié un décret royal annonçant que, à partir de maintenant, « L'appartenance à des tendances ou des groupes qui sont extrémistes ou classés comme terroristes au niveau local, régional ou international, intellectuels ou religieux, ainsi que le fait de les soutenir, ou de montrer de la sympathie pour leurs idées et leurs méthodes en quelque manière, ou d'exprimer un soutien pour eux par tous moyens, ou en leur offrant un soutien financier ou moral, ou d'inciter les autres à faire tout cela ou de promouvoir de telles actions dans la parole ou l'écriture » est puni d'une peine de prison « de pas moins de trois ans et pas plus de vingt ans ».

### Jordanie
Les Frères musulmans en Jordanie sont originaires de la fusion de deux groupes distincts qui représentent les deux composantes de la population jordanienne : les transjordaniens et les palestiniens de Cisjordanie. Le 9 novembre 1945, la Société des Frères musulmans (al-Jam'iyat Ikhwan al-Muslimin) a été officiellement enregistrée et Abu Qura est devenu son premier superviseur général. Initialement, Abou Qura emmène la Fraternité de l'Égypte vers la Jordanie, après une étude approfondie et la propagation des enseignements de l'Imam Hassan al-Banna. Bien que la plupart des partis et mouvements politiques soient interdits depuis longtemps en Jordanie comme Hizb ut-Tahrir, la Fraternité a été autorisée à fonctionner par la monarchie jordanienne. En 1948, l'Égypte, la Syrie, et la Transjordanie ont offert des « volontaires » afin d'aider la Palestine dans sa guerre contre Israël. En raison de la défaite et de l'affaiblissement de la Palestine, les Fraternités transjordanienne et palestinienne ont fusionné. Les Frères musulmans nouvellement fusionnés en Jordanie fournissaient principalement des services sociaux et des activités de bienfaisance comme des politiques et leurs rôles au sein du parlement. Il a été considéré comme compatible avec le système politique et soutenant la démocratie sans l'exécution forcée de la charia, qui faisait partie de sa doctrine. Cependant, les pressions internes provenant des plus jeunes membres de la Fraternité qui ont appelé à des actions plus militantes aussi bien que sa santé défaillante ont conduit Abu Qura à démissionner de son poste de dirigeant des Frères musulmans jordaniens. Le 26 décembre 1953, Muhammad 'Abd al-Rahman Khalifa, a été élu par le comité administratif du mouvement comme le nouveau dirigeant de la Confrérie transjordanienne et il a conservé ce poste jusqu'en 1994. Khalifa était différent de son prédécesseur et un ancien membre de l'organisation, car il n'a pas été éduqué au Caire ; il a été instruit en Syrie et en Palestine. Il a établi des liens étroits avec les islamistes palestiniens au cours de sa vie scolaire ce qui l'a amené à être emprisonné pendant plusieurs mois en Jordanie pour avoir critiqué les armées arabes dans la guerre. Khalifa a également réorganisé la Fraternité et appliqué la désignation gouvernementale de « Comité islamique global et général », au lieu de la base d'opération précédente sous la « Loi des Sociétés et Clubs ». Cela permet à la Fraternité de se propager dans tout le pays avec de légères différences socio-économiques et politiques bien que la majorité des membres soient de la classe moyenne supérieure. La radicalisation de la Fraternité a commencé à avoir lieu après le processus de paix entre l'Égypte et Israël, la Révolution islamique d'Iran, ainsi que leur critique ouverte envers la relation Jordanie - États-Unis dans les années 1970. Le soutien à la branche syrienne des Frères a également aidé la radicalisation du groupe à travers le soutien ouvert et l'entrainement des forces rebelles en Syrie. L'idéologie a commencé à se transformer pour devenir plus militante sans quoi elle ne pourrait plus recevoir le soutien des islamistes radicaux.
La confrérie jordanienne a formé son propre parti politique, le Front d'action islamique. En 1989, ils deviennent le plus grand groupe au Parlement, avec 23 des 80 sièges, et 9 autres alliés islamistes. Un Frère a été élu président de la 3e Assemblée nationale et le gouvernement formé en janvier 1991 incluait plusieurs Frères musulmans.
Les Frères musulmans jouent un rôle actif dans les troubles dans plusieurs pays arabes en janvier 2011. Par exemple, lors d'un rassemblement tenu devant l'ambassade égyptienne à Amman, le samedi 29 janvier 2011 avec quelque 100 participants, Hammam Saeed, chef des Frères musulmans de Jordanie et proche allié du dirigeant du Hamas basé à Damas, Khaled Mechaal, déclare : « les troubles de l'Égypte vont se répandre à travers le Moyen-Orient et les Arabes renverseront les dirigeants alliés des États-Unis ». Cependant, il n'a pas nommé spécifiquement le roi de Jordanie Abdullah II.
À la fin de 2013, le mouvement en Jordanie a été décrit comme étant en plein « désarroi ». L'instabilité et le conflit avec la monarchie a conduit la relation entre les deux parties à se désagréger. C'est principalement dû à son soutien apporté au renversement de gouvernements dans la région avec lesquels ils sont en désaccord.
Le 13 avril 2016, la police jordanienne a donné l'assaut au siège des Frères musulmans à Amman. Ce raid intervient en dépit du fait que la branche jordanienne ait coupé les ponts avec la maison-mère égyptienne en janvier 2016, désignée comme organisation terroriste ; une opération qui est considérée comme exclusivement cosmétique par des experts. Les autorités jordaniennes affirment que la raison de cette fermeture est que la Confrérie est sans autorisation et continue d'utiliser le nom de groupes transfuges autorisés. Ce raid intervient également après que le Sénat jordanien a adopté une nouvelle législation pour la réglementation des partis politiques en 2014 ; les Frères musulmans n'ayant pas respecté les règlements de la nouvelle loi, ils n'ont donc pas renouvelé leurs statuts.
La Jordanie a interdit toute activité des Frères Musulmans sur son territoire le 23 avril 2025, selon une annonce du ministre de l'Intérieur Mazen Al-Fayada, qui a également prononcé la dissolution du mouvement et l'interdiction de leur participation politique.

### Libye
La branche libyenne des Frères musulmans a été fondée en 1949, mais elle n'a pas été en mesure de fonctionner ouvertement qu'après la Guerre civile en Libye de 2011. Elle a tenu sa première conférence de presse publique le 17 novembre 2011 et le 24 décembre, la Fraternité a annoncé qu'elle allait former le Parti de la Justice et de la Construction (JCP) et participer aux élections du Congrès national général l'année suivante,.
En dépit des prédictions basées sur des pays frères du post-printemps arabe selon lesquelles le parti de la Fraternité pourrait facilement gagner les élections comme en Tunisie et en Égypte, il n'est arrivé qu'en deuxième position, nettement distancé par l'Alliance des forces nationales, en recueillant seulement 10 % des voix et 17 des 80 sièges au scrutin de liste à la représentation proportionnelle. Leur candidat au poste de Premier ministre, Awad al-Baraasi, a également été éliminé au premier tour de scrutin en septembre, bien qu'il ait été fait par la suite vice-Premier ministre sous Ali Zeidan,. Un député du JCP, Saleh Essaleh est aussi le vice-président du Congrès national général.

### Mauritanie
Les modifications apportées à la composition démographique et politique de la Mauritanie dans les années 1970 ont fortement contribué à la croissance de l'islamisme dans la société mauritanienne. Les périodes de grave sécheresse ont entraîné l'urbanisation, comme un grand nombre de Mauritaniens se sont déplacés de la campagne vers les villes, en particulier à Nouakchott, pour échapper à la sécheresse. Cette forte augmentation de l'urbanisation a entraîné la formation de nouvelles associations civiles, et la première organisation islamiste de la Mauritanie, connue sous le nom Jemaa Islamiya (Société islamique) a été formée par les Mauritaniens sympathiques aux Frères musulmans.
Elle a permis d'augmenter l'activisme en relation avec les Frères musulmans dans les années 1980, en partie tirée par les membres de la Fraternité musulmane égyptienne.
En 2007, le Rassemblement National pour la Réforme et le Développement, mieux connu comme Tewassoul, a été légalisé en tant que parti politique. Le parti est associé à la branche mauritanienne des Frères musulmans.

### Somalie
La branche somalienne des Frères musulmans est connue sous le nom de Harakat Al-Islah ou « Mouvement de la Réforme ». Néanmoins, la Fraternité, comme mentionné plus haut, a inspiré de nombreuses organisations islamistes en Somalie. L'idéologie des Frères musulmans a atteint la Somalie au début des années 1960, mais le mouvement Al-Islah a été formé en 1978 et a grandi lentement dans les années 1980. Al-Islah a été décrit comme « un mouvement islamique modernisateur et généralement non-violent qui encense la Réforme et le renouveau de l'islam pour faire face aux défis du monde moderne », dont « l'objectif est la création d'un État islamique » et qui « opère principalement à Mogadiscio ». L'organisation s'est elle-même structurée de façon lâche et n'a pas été ouvertement visible sur la scène politique de la société somalienne.

### Maroc
Le Parti de la justice et du développement au Maroc a obtenu le plus grand nombre de suffrages aux élections de 2011, et à partir de mai 2015, il a détenu le poste de Premier ministre. Il est historiquement affilié aux Frères musulmans. Toutefois, en dépit de cette circonstance, le parti a, comme le veut l'étiquette, « ostensiblement » fait le baise-main au roi du Maroc, tout en « insistant fortement sur le fait qu'il n'est en aucun cas un parti de la mouvance des Frères musulmans » — développe une source (Hussein Ibish), ce qui manifeste ô combien « le mouvement est devenu discrédité dans la région ».

### Turquie
Le Parti de la justice et du développement, au pouvoir depuis 2002, entretient des relations informelles avec et soutient les Frères musulmans,.

### Indonésie
Plusieurs formations politiques et organisations en Indonésie sont liées ou, à tout le moins, se sont inspirées des Frères musulmans, bien qu'aucune n'ait de relation formelle avec les Frères musulmans. Un des partis lié aux Frères musulmans est le PKS (Parti de la Justice et de la Prospérité) avec 10 % des sièges au parlement sur la base des élections législatives indonésiennes de 2009. La relation du PKS avec les Frères musulmans égyptiens a été confirmée par Youssef al-Qaradâwî, éminent dirigeant des Frères musulmans. Le PKS a participé au gouvernement de coalition du Président Susilo Bambang Yudhoyono avec 3 ministres dans le cabinet.

### Iran
Bien que l'Iran soit un pays musulman majoritairement chiite et que les Frères musulmans n'aient jamais tenté de créer une branche pour les chiites, Olga Davidson et Mohammad Mahallati affirment que la Fraternité aurait eu une influence sur les chiites iraniens. Navab Safavi, qui a fondé Fada 'iyan-e Islam, (autrement orthographié : Fedayin de l'islam, ou Fadayan-e Islam), une organisation islamique iranienne active en Iran dans les années 1940-50 a eu des liens avec Ruhollah Khomeini Les Fedayin soutiennent le projet d'une république islamique dans les années 1970. De 1945 à 1951, le Fadain a assassiné plusieurs personnalités iraniennes de haut rang et des fonctionnaires dont il pensait qu'ils étaient anti-islamiques. Ils incluaient l'écrivain anti-clérical Ahmad Kasravi, le Premier ministre Haj Ali Razmara, l'ancien Premier ministre Abdolhossein Hazhir, et le ministre de l'Éducation et de la Culture Ahmad Zangeneh.

### Europe

#### Une implantation en Europe comme relais à la suite des déboires en Égypte et au Moyen-Orient
C’est dans les années 1950, à la suite de leurs déboires en Égypte et au Moyen-Orient, que les Frères musulmans arrivent en Europe, avec le projet de constituer des bases d’islamisation. Le plus connu d’entre eux, Saïd Ramadan, obtient pour ce faire du prince saoudien Fayçal l’assurance d’un soutien financier. La guerre froide favorise la bienveillance de certains gouvernements vis-à-vis des ennemis du socialisme et ils ne sont pas inquiétés, parfois même discrètement soutenus. Ils vont s’ implanter et se développer — sans toutefois se constituer en association portant leur nom — en synergie, mais aussi en rivalité avec d’autres factions idéologiquement proches, les wahhabites et les partisans de Maududi. Les premiers financent une grande partie de leurs entreprises. Ils s’appuient aussi sur une base de musulmans issus du Proche et Moyen-Orient venus en Europe faire leurs études. Aujourd'hui, les représentants officiels européens sont Hani Ramadan et Youssef al-Qaradâwî.
En 1961, Saïd Ramadan, assisté de Pakistanais, fonde le Centre islamique de Genève et prend vers la même période la tête d’un organisme islamique munichois (futur Islamische Gemeinschaft in Deutschland) destiné à des transfuges musulmans de l’armée rouge. Les destinataires d’origine abandonnent le terrain aux partisans arabophones de Ramadan, qui dirigent l’organisme jusqu’en 1968, lorsqu’ils sont évincés par son partenaire Ghaleb Hammit. Genève et Munich sont les deux premières bases européennes des Frères. Une autre tentative de reprise d’un projet existant, destiné cette fois-ci à des vétérans indiens, a lieu à Londres en 1964, avec moins de succès semble-t-il. Le terrain est occupé par les Pakistanais partisans de Maududi et leur mission islamique. Toujours représentés par Saïd Ramadan, les Frères musulmans jouent un rôle important dans la fondation en 1962 de la Ligue islamique mondiale, organisme saoudien qui les finance en grande partie.
À partir des années 1970, les Saoudiens interviennent directement dans l’islam européen, établissant leurs propres centres et mosquées financés par la Ligue mondiale, parfois aux dépens des institutions fréristes. En 1973, les Frères musulmans participent à la fondation du Conseil islamique d’Europe, mais c’est surtout dans les années 1980 qu’ils reviennent sur le devant de la scène avec la fondation de l’Union des organisations islamiques en Europe (UOIE) et de l’Union des organisations islamiques de France (UOIF) (1983), émanation de la précédente. La majorité des cadres de l’UOIE sont membres de l’UOIF. Bien que ces deux organisations ne se reconnaissent pas officiellement comme satellites des FM, elles s’appuient essentiellement sur les idéologies d’Al-Banna, Qutb et Maududi, ainsi que sur les fatwas d’Al-Qardawi. Fouad Alaoui avoue souvent rencontrer Al-Houweidi, « ambassadeur » des Frères en Europe. Par ailleurs, l’UOIF partage le projet panislamique des Frères musulmans.
Selon Florence Bergeaud-Blackler, Bruxelles est, dès les années 1980, repérée par les Frères musulmans comme le « ventre mou » de l'Europe, lieu idéal pour « s'installer sans grande résistance au cœur de l'Europe de l'Ouest et à proximité des institutions européennes ». La grande mosquée de Bruxelles, cédée à l'Arabie saoudite en 1978 devient, via la Ligue islamique mondiale, un centre de rayonnement du wahabo-salafisme, qui a nourri les Frères musulmans.

#### Une implantation financière qui vient compléter cette implantation religieuse
En 1988 est fondée la banque Al-Taqwa basée aux Bahamas, en Suisse et au Liechtenstein, qui comprend comme actionnaires, entre autres, G. Hammit et Youssef Al Qardawi ; elle devient le principal organisme financier du mouvement. Discrète, son rôle est mis en évidence à partir de 2001 où elle fait partie des organismes financiers soupçonnés d’aider le terrorisme. En 1996, les difficultés de financement en provenance du Golfe persique, conséquence d’une plus sévère surveillance, amènent la création du Fonds européen (European Trust) dont six administrateurs appartiennent à l’UOIE. Les deux organismes ont pendant une période le même directeur, Ahmed Al Rawi.
Dans son ouvrage Pourquoi j’ai quitté les Frères Musulmans, Mohamed Louizi, ancien membre de la confrérie et ex-président des Étudiants musulmans de France, affirme que : « Les Frères musulmans s'emploient depuis le début des années 1980, sur le Vieux Continent, à acquérir divers « territoires » privés pour inscrire, dans la durée, leur récit islamiste comme élément du récit national de chaque pays de l'Europe. Cette opération s'appelle le « Tawtine ». Elle est exécutée par la construction de mosquées-cathédrales, d'acquisitions immobilières diverses et variées, de construction d'établissements scolaires privés, etc. ».

#### Une lutte pour rester un acteur de référence en Europe
En 1997 voient le jour le Conseil européen de la fatwa (Dublin), dirigé par Al-Qardawi, et l’Association musulmane de Grande-Bretagne. Le premier organisme, sur lequel s’appuient l’UOIE et l’UOIF, s’est donné pour mission d’émettre des fatwas spécialement destinées aux musulmans vivant en Europe afin qu’ils puissent rester intégralement gouvernés par la charia. Le second a pour but de renforcer la présence frèriste face aux autres organisations islamiques britanniques puissantes comme le British Muslim Council. Deux instituts de formation d’imams liés à l’UOIE et à l’UOIF sont créés : l'Institut européen des sciences humaines de Château-Chinon (1990) et l’European Institute for Humanitarian and Islamic Studies au Royaume-Uni. Par ailleurs, Hani Ramadan, un fils de Saïd Ramadan, non officiellement membre des FM mais disciple déclaré de Hassan el Banna, exerce comme prédicateur et militant en tant que directeur du Centre islamique de Genève depuis 1995 et employé de l’Union des jeunes musulmans.
Depuis leur résurgence, les Frères musulmans rivalisent avec d’autres groupes islamistes pour être reconnus comme interlocuteurs privilégiés des gouvernements européens et sous-traitant officiels des affaires islamiques. Ils cherchent à se positionner en modérés en comparaison de leurs concurrents (wahhabites, néosalafis, tablighs), tout en s’alliant avec eux dans certaines entreprises. Suivant une technique qui a fait ses preuves dans d’autres régions, les associations fréristes s’efforcent d’être les plus présentes sur le terrain.[réf. nécessaire]
Depuis les attentats de 2015 et 2016 et les réactions policières, la frange la plus politique des Frères musulmans en Europe s'est alliée aux Frères turcs du mouvement de Recep Tayyip Erdoğan pour diminuer l'activité des franges salafistes et jihadistes. Selon Florence Bergeaud-Blackler, le « frérisme » belge, alimenté idéologiquement et logistiquement par le Qatar et la Turquie, avec des moyens de communication modernes, s'appuie sur des idéologies « intersectionnelles néo-féministes, et décoloniales » pour promouvoir ses idées.
Émanation transnationale de l'UOIF, l'Union des organisations islamiques de France créée par des membres des Frères musulmans dans les années 1980, devenue depuis les Musulmans de France, le Femyso, une association de jeunes musulmans, est un organisme financé par l'Union européenne,. Il a reçu 210 000 € entre 2007 et 2022. Il abrite un panel d'organisations liées aux Frères musulmans. On y retrouve notamment l'Islamic Community Millî Görüş, relais de la « propagande » de Recep Tayyip Erdoğan en Europe, les Étudiants musulmans de France, association créée par Fouad Alaoui, futur président de l'UOIF frériste, ou encore la Ligue des musulmans de Belgique, équivalent belge de l'UOIF. Selon Le Figaro, l'action du Femyso en Europe consiste en un lobbying « visant notamment à diffuser des campagnes de communication et d'affichage en faveur de la liberté de porter le voile, des projets de recherche, ou encore l'organisation de séminaires de jeunes Européens pour apprendre à dénoncer dans les médias tout discours mettant en cause la présence de l'islam en Europe comme responsable de la vague d'attentats islamistes survenue depuis quelques années. » Le Femyso s'en est régulièrement pris à la France, notamment pour le vote des lois de 2004 (restreignant le port de signes religieux ostensibles à l'école) et de 2010 (interdisant le port du voile intégral dans l'espace public). En novembre 2021, Marlène Schiappa s'était notamment émue que l'association ait été reçue par la Commissaire européenne à l'égalité Helena Dalli, qualifiant le Femyso de « faux nez de l'islamisme ». Bien que dénoncée par la France, le commissaire européen à la Justice Didier Reynders confirmait, en juin 2022, que la Commission européenne ne souhaitait pas mettre un terme à ses partenariats avec le Femyso. Pour la Journée internationale de la jeunesse, créée par l'ONU en 1999 et célébrée chaque année le 12 août, la Commission européenne dévoile en 2022 une courte vidéo dans laquelle le Femyso reconnaissable à ses T-shirts est la seule association confessionnelle visible. Le Femyso pour sa part nie tout lien avec les Frères musulmans, jugeant qu'il s'agit d'« allégations calomnieuses ».

### Belgique
Les Frères musulmans sont devenus en Belgique des acteurs de premier plan depuis les années 1980, grâce à leur dynamisme et leur capacité d'organisation.
- Mosquée al Khalil, la plus grande de Belgique, qui abrite la Ligue d’Entraide Islamique et plusieurs écoles. C'est dans cette mosquée qu'ont été formés la plupart des prédicateurs bruxellois influents, comme Adil al-Jattari.
- Complexe Éducatif et Culturel Islamique de Verviers qui dirige la mosquée Assahaba, la plus grande de Wallonie[177],[178]. Elle organise des cours de langue arabe, une école de devoirs, des activités sportives et de formations, des conférences, des animations, une librairie etc.[179] L'islamologue Michaël Privot y a été élu en 2004 au conseil d’administration, avec fonction de trésorier. Il en devient secrétaire adjoint en 2007[180].

Tirant des conclusions de l'affaire Ihsane Haouach, le Comité R (Comité permanent de contrôle des services de renseignement et de sécurité) recommande une vérification préalable systématique de l'intégrité de candidats à certaines fonctions publiques, notamment les fonctions de commissaire du gouvernement, aumônier de prison, ou à l'armée. Pour la Sûreté de l'État, les Frères musulmans constituent une « menace haute et prioritaire en matière d'extrémisme ».
39 associations sont liées aux Frères en Belgique, dont des écoles, des mosquées, des mouvements scouts, des laboratoires d'idées et des œuvres de bienfaisance.

### France
L'idéologie des Frères musulmans est nommée en France « frérisme ».
Tariq Ramadan, ancien titulaire de la chaire d’études islamiques contemporaines Hamad Bin Khalifa Al-Thani à l’université d'Oxford et président du Centre de recherche sur la législation islamique et l’éthique à Doha, est une personnalité à forte présence médiatique dans le monde francophone étroitement associée aux Frères musulmans. Petit-fils du fondateur des Frères musulmans, Hassan El-Banna, Tariq Ramadan est intervenu à de nombreuses reprises lors d’événements organisés par l’Union des Organisations Islamiques de France (UOIF), qui, selon le quotidien français Le Monde, « l'invite très régulièrement, notamment en raison de son pouvoir d'attraction sur des publics jeunes ».
Le chercheur Nabil Ennasri, doctorant à l'Institut d’Études Politiques d’Aix-en-Provence et président du Collectif des musulmans de France, est considéré par le quotidien français Libération comme un chercheur proche des Frères musulmans, voire un membre. Ennasri est par ailleurs très proche du gouvernement du Qatar ainsi que du prédicateur égyptien Youssef Al-Qaradawi exilé au Qatar.
L'Union des organisations islamiques de France (UOIF) est considérée par l'essayiste Fiammetta Venner comme la « vitrine française » des Frères musulmans. Plus récemment, dans son ouvrage intitulé Pourquoi j’ai quitté les Frères musulmans, Mohamed Louizi, ancien membre de la confrérie et ex-président des Étudiants musulmans de France, souligne les liens inextricables entre l'UOIF et les Frères musulmans.
En matière de consultations juridiques (fatwa), le CTMF (Conseil théologique musulman de France) est composé d'imams et d'oulémas gravitant dans la mouvance des Frères musulmans notamment.
En 2017, l’arrivée d’Ahmet Ogras à la présidence du Conseil français du culte musulman (CFCM) le 1er juillet 2017, permet aux Frères musulmans de renforcer leur influence dans cette institution.
En 2024, le directeur national du renseignement territorial, Bertrand Chamoulaud, estime « à environ 100 000 le nombre des Frères musulmans en France, contre 55 000 recensés en décembre 2019. Soit un doublement en cinq ans ! ».
En mai 2025, le ministère de l’Intérieur publie un rapport de 76 pages sur les Frères musulmans. Pour les rapporteurs, l'organisation islamique a pour objectif la « réislamisation » de la communauté musulmane, le « séparatisme ou parfois (la) subversion ». Selon les chiffres issus du rapport, 139 lieux de culte musulmans sont liés aux Frères musulmans auxquels s’ajoutent 68 lieux « considérés comme proches de la fédération », soit moins de 5% des mosquées, pour à peine 91 000 fidèles soit à peine 1,2% des musulmans de France. Le rapport insiste aussi que le fait que « un fidèle fréquentant une mosquée de la mouvance n'en est pas, loin s'en faut, membre ». Le rapport évoque également « 21 établissements qui étaient identifiés comme liés à la mouvance “frériste” (18 directement et trois réputés proches) qui accueille un total de 4 200 élèves pour l’année en cours », soit environ 0,14% des enfants musulmans en France et le rapport précise aussi que « Les enfants scolarisés dans ces établissements n'y sont pas, loin s'en faut, par des parents affiliés à la mouvance ». 
Le rapport pointe donc la faible implantation des Frères Musulmans dans la communauté musulmane française ainsi que sa perte de vitesse, ne réussissant pas, par exemple, à organiser ses galas nationaux (en 2024) ou régionaux (par exemple à Lille, depuis 2019), ou sa baisse constante des effectifs : moins d'un millier de personnes constituant le noyau dur de la mouvance en France.
Des spécialistes auditionnés lors de l’élaboration du rapport et cités par Le Monde considèrent cependant que ce rapport sert une stratégie d'« instrumentalisation politique » et médiatique, et que le gouvernement exagère largement son contenu et l'influence d'un mouvement qui est en déclin, tant en France qu'en Egypte. Selon le quotidien, le rapport pointe principalement un risque politique, avec l’émergence d’un « islamisme municipal ». Mediapart note également que les formulations alarmistes du gouvernement (Bruno Retailleau affirme par exemple que « L’objectif ultime est de faire basculer toute la société française dans la charia ») contrastent avec le contenu du rapport, qui conclut qu'« aucun document récent ne démontre la volonté de Musulmans de France d’établir un État islamique en France ou y faire appliquer la charía ».

### Royaume-Uni
En 1996, le premier représentant des Frères musulmans au Royaume-Uni, Kamal el-Helbawy, un Égyptien, a été en mesure de dire que « il n'y a pas beaucoup de membres ici, mais de nombreux musulmans au Royaume-Uni soutiennent intellectuellement les objectifs des Frères musulmans ».
En septembre 1999, les Frères musulmans ont ouvert un « centre mondial d'information » à Londres.
En avril 2014, David Cameron, le Premier ministre britannique, a lancé une enquête sur les activités des Frères musulmans au Royaume-Uni et ses activités extrémistes présumées. Le gouvernement britannique charge alors les services de renseignement MI5 et MI6 d'enquêter sur les liens entre les Frères musulmans et le terrorisme sur son sol. L'Égypte a salué la décision. Après la décision de Cameron, les Frères musulmans auraient déplacé leur siège de Londres en Autriche pour essayer d'échapper à l'enquête.
En mars 2015, la publication de l'enquête est reportée. Elle montrerait des liens avec des groupes ayant « pour but réel de propager le fondamentalisme en Grande-Bretagne et dans le monde arabe ». Le rapport est publié en décembre 2015. 
Selon des recherches du Guardian, ce rapport était dû à la pression exercée par les Émirats arabes unis. À partir de 2012, les Émirats ont mené un lobbying ciblé auprès du gouvernement britannique afin qu’il prenne des mesures contre les Frères musulmans. En contrepartie, les Émirats ont promis des investissements de plusieurs milliards. Lors d’un entretien avec le chef de la commission d’enquête, un représentant des Émirats arabes unis a averti : « Si le Royaume-Uni ne prend pas en compte ses alliés, les discussions difficiles que nous menons deviendront encore plus difficiles. Nous lançons un signal d’alerte. »
Basée à Londres, l'UOIE est considérée comme la « maison mère » de l'UOIF.
Ces deux organisations se réfèrent uniquement à la doctrine des Frères musulmans.

### Dans le reste du monde
Le mouvement des Frères musulmans est un mouvement panislamique, la confrérie a donc des ramifications dans la plupart des pays à majorité musulmane, ainsi que dans de nombreux autres ayant une minorité musulmane.

### États-Unis
Selon le Washington Post, les partisans des Frères musulmans américains « veulent être la force la plus organisée de la communauté musulmane américaine » en déployant des centaines de mosquées et des entreprises commerciales, en promouvant des activités civiques, et la mise en place d'organisations islamiques américaines pour défendre et promouvoir l'islam.
En 1963, le chapitre américain des Frères musulmans a été lancé par des militants impliqués dans la Muslim Students Association (MSA). Les partisans américains de la Fraternité ont également lancé d'autres organisations incluant : la North American Islamic Trust en 1971, l'Islamic Society of North America en 1981, l'American Muslim Council en 1990, la Muslim American Society en 1992 et l'International Institut of Islamic Thought dans les années 1980.
En outre, selon « un mémoire explicatif sur l'objectif stratégique général pour le Groupe en Amérique du Nord », la « compréhension du rôle des Frères musulmans en Amérique du Nord », et l'objectif des Frères musulmans en Amérique du Nord est identifié comme suit, :

« Mettre en place un mouvement islamique effectif et stable dirigé par les Frères musulmans qui adopte les causes musulmanes nationales et mondiales, et qui travaille à élargir la base musulmane pratiquante, vise à unifier et diriger les efforts des musulmans, présente l'islam comme une alternative de civilisation, et soutient l'Etat islamique mondial partout où il est. »

Lors du procès de la Holy Land Foundation (qui a conduit à une condamnation pour le transfert de fonds au profit du Hamas en 2008), plusieurs documents ont fait surface, incriminant la Confrérie dans des activités subversives. Un document, Mémorandum des Frères Musulmans de 1991, a souligné une stratégie des Frères musulmans aux États-Unis impliquant d'« éliminer et détruire la civilisation occidentale de l'intérieur »,,.
Dans un autre, Ikhwan en Amérique (« Frères en Amérique »), l'auteur allègue que les activités des Frères musulmans aux États-Unis incluent d'aller dans des camps pour s'exercer au maniement des armes (appelé « travail spécial » par les Frères musulmans), ainsi que de se livrer à des activités de contre-espionnage contre des agences gouvernementales américaines comme le FBI et la CIA (choses appelées « Sécurisation du Groupe »). Les documents ont été largement diffusés dans les milieux conservateurs américains.
Début 2015, dans le cadre de sa nouvelle politique étrangère, le département d'État américain reçoit la visite d'une délégation des Frères musulmans.

### Russie
Les Frères musulmans figurent sur la liste fédérale des organisations terroristes et extrémistes en Russie et sont en conséquence interdits.
Dans une décision du 14 février 2003, la Cour suprême de la fédération de Russie affirme que la Société des Frères musulmans a coordonné la création d'une organisation islamique dénommée Majlis ul-Shura militaire suprême des Forces caucasiennes unies des Moudjahidine (Высший военный маджлисуль шура объединённых сил моджахедов Кавказа (ru)), dirigée par Ibn Al-Khattab et Bassaev et qui a commis de multiples attaques terroristes en Russie. Elle aurait été financée par le trafic de drogue, la contrefaçon de monnaie et le racket.
La décision précise :

« La Société des Frères musulmans est une organisation, fondant ses activités sur les idées de ses théoriciens et dirigeants Hassan al-Banna et Sayyid Qutb avec pour objectif la destruction des gouvernements non-islamiques et la création du gouvernement islamique mondial par la reconstruction du « Grand Califat islamique » ; tout d'abord, dans les régions avec une population à majorité musulmane, incluant celles en Russie et dans les pays de la CEI. L'organisation est illégale dans certains pays du Moyen-Orient (Syrie, Jordanie). Les principales formes d'activités vont de la propagande islamiste guerrière à l'intolérance religieuse, le recrutement dans les mosquées, le djihad armé transnational. »

## Dirigeants généraux

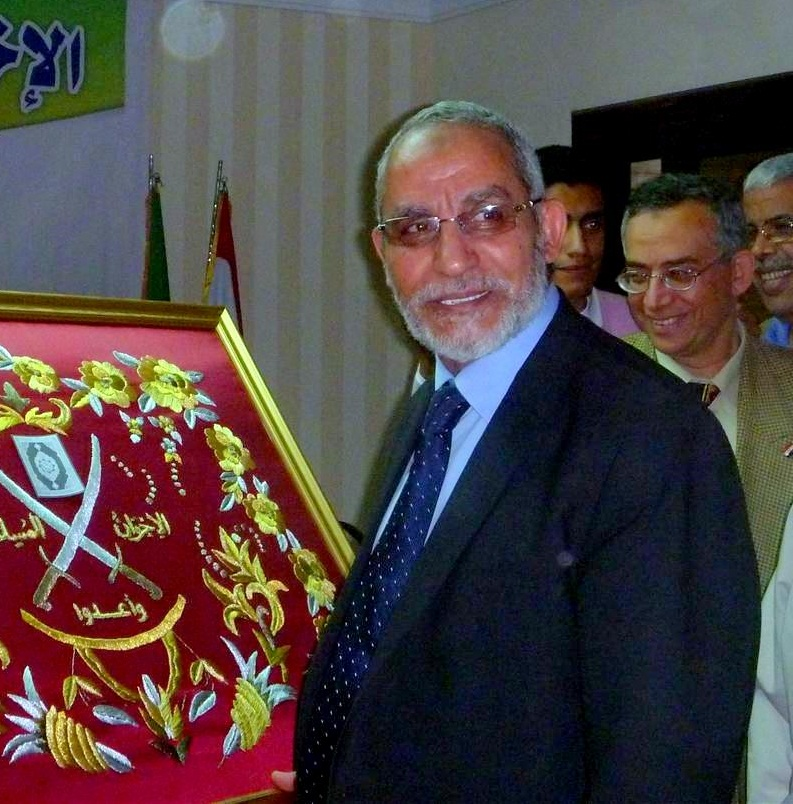
Mohammed Badie, le leader actuel.

- Hassan el-Banna (1928-1949), fondateur ;
- Hassan al-Hudaybi (en) (1949-1972) ;
- Umar al-Tilmisani (en) (1972-1986) ;
- Muhammad Hamid Abu al-Nasr (en) (1986-1996) ;
- Mustafa Mashhur (en) (1996-2002) ;
- Ma'mun al-Hudaybi (en) (2002-2004) ;
- Mohammed Mahdi Akef (2004-2010) ;
- Mohammed Badie (16 janvier 2010).

## Désignation comme organisation terroriste
Les pays et organisations ci-dessous ont officiellement désigné les Frères musulmans comme une organisation terroriste.
| Pays                | Date             | Références |
| Russie              | 12 février 2003  | ,          |
| Syrie               | 21 octobre 2013  | [ 219 ]    |
| Égypte              | 25 décembre 2013 | ,          |
| Arabie saoudite     | 7 mars 2014      | ,          |
| Bahreïn             | 21 mars 2014     | ,          |
| Émirats arabes unis | 15 novembre 2014 | ,          |
| Autriche            | 21 juillet 2021  | [ 3 ]      |

### États-Unis d'Amérique (USA)
Le 24 février 2016, la Commission de Justice de la Chambre des représentants des États-Unis a adopté une résolution, par 17 voix contre 10, demandant au département d'État d'inscrire les Frères musulmans sur la liste des organisations terroristes. La résolution doit désormais être approuvée par la Chambre des représentants. Selon le président de la Commission, Bob Goodlatte, les Frères musulmans constituent une « grande menace et un danger pour la sécurité nationale »,.
Après quatre tentatives (dont en 2015, puis en 2016 par le sénateur républicain Ted Cruz); en 2017, le New York Times révèle que l'administration Trump envisage d’inscrire la confrérie des Frères musulmans sur la liste noire des groupes et organisations terroristes,.
En février 2017 puis en mai 2019, des articles de presse rapportent que le président américain, Donald Trump, envisage de placer les Frères musulmans sur la liste noire américaine des organisations terroristes,.

### Parlement européen
En juillet 2021, une question au conseil avec demande de réponse écrite est posée pour « inscrire la confrérie des Frères musulmans sur la liste européenne des organisations terroristes ».